# Torneo LINAFA 2016-2017
El torneo 2016-2017 de la Primera División de LINAFA (Liga Nacional de Fútbol Aficionado), fue la edición N.º 34 del torneo, dio inicio el domingo 28 de agosto de 2016 y finalizó el domingo 14 de mayo de 2017; contó con la participación de 57 equipos, distribuidos en 8 grupos geográficamente.

## Desarrollo
- Primera Fase: Consta de 57 equipos. Sistema de clasificación por grupos siendo los equipos ordenados por medio de varios aspectos tales como la localización geográfica. Desciende el último lugar de cada grupo y avanzan a la siguiente fase los 4 mejores. En total son 8 grupos, todos con diferentes cantidades de equipos.

- Segunda Fase: Consta de 32 equipos. Sistema de clasificación por grupos. Serán en total 8 cuadrangulares donde los equipos jugarán entre sí, clasificando los 2 primeros lugares. Las mismas fueron conformadas con dos equipos del mismo grupo provincial y dos de otro grupo de la Primera Fase, quedando conformadas de la siguiente forma: 
  - Cuadrangular Uno: 1.º Lugar Grupo A, 3.º Lugar Grupo A, 2.º Lugar Grupo E, 4.º Lugar Grupo E
  - Cuadrangular Dos: 1.º Lugar Grupo B, 3.º Lugar Grupo B, 2.º Lugar Grupo F, 4.º Lugar Grupo F
  - Cuadrangular Tres: 1.º Lugar Grupo C, 3.º Lugar Grupo C, 2.º Lugar Grupo G, 4.º Lugar Grupo G
  - Cuadrangular Cuatro: 1.º Lugar Grupo D, 3.º Lugar Grupo D, 2.º Lugar Grupo H, 4.º Lugar Grupo H
  - Cuadrangular Cinco: 1.º Lugar Grupo E, 3.º Lugar Grupo E, 2.º Lugar Grupo A, 4.º Lugar Grupo A
  - Cuadrangular Seis: 1.º Lugar Grupo F, 3.º Lugar Grupo F, 2.º Lugar Grupo B, 4.º Lugar Grupo B
  - Cuadrangular Siete: 1.º Lugar Grupo G, 3.º lugar Grupo G, 2.º lugar Grupo C, 4.º lugar Grupo C
  - Cuadrangular Ocho: 1.º lugar Grupo H, 3.º lugar Grupo H, 2.º lugar Grupo D, 4.º lugar Grupo D

- Tercera fase: Octavos de final (16 equipos). Sistema de clasificación por eliminación directa ida y vuelta.
- Cuarta Fase: Cuartos de final (8 equipos). Sistema de clasificación por eliminación directa ida y vuelta.
- Quinta Fase: Semifinal (4 equipos). Sistema de clasificación por eliminación directa ida y vuelta.
- Sexta Fase: Final. Se juega ida y vuelta. El ganador tendrá el derecho de participar la próxima temporada en la Segunda División de Costa Rica.

## Tabla de Goleo
Goles Anotados.
| Bryan Barrantes                 | Selección de Canoas  | 18 |
| Carlos Cambronero               | AD. San Rafael Abajo | 17 |
| Steven Cárdenas                 | Municipal Santa Ana  | 16 |
| Marlon Díaz                     | B-Line FC            | 15 |
| Franklin Chacón                 | AD. Santo Domingo    | 15 |
| Luis Navarro                    | Municipal Guarco     | 14 |
| Steven Cárdenas                 | Municipal Santa Ana  | 14 |
| Actualizada: 17 de mayo de 2017 |                      |    |

- En la tabla se acumulan los goles hechos durante todas las etapas del Torneo.

## Torneo
| Datos Actualizados al: 17 de mayo de 2017 |

### Primera Fase: Grupos Provinciales
En esta fase los 57 equipos se dividen en grupos por provincia y se enfrentan entre ellos para definir los 4 clasificados por grupo a la Segunda Fase, e igualmente el cuadro que desciende por grupo a la Tercera División de LINAFA. Se utilizará los siguientes colores para resaltar lo expuesto anteriormente:
|     | Asciende a la Liga de Ascenso (Segunda División) 2017-2018              |
|     | Clasificado a la siguiente fase del Torneo de LINAFA                    |
|     | Desciende a la Tercera División de LINAFA 2017-2018                     |
| (D) | Equipo que Descendió de la Liga de Ascenso (Segunda División) 2015-2016 |

#### Grupo A:Cartago
|  |    | Equipo             | PJ | G | E | P | GF | GC | Dif | Pts |
|  | -- | ------------------ | -- | - | - | - | -- | -- | --- | --- |
|  | 1. | AF Lankester 1943  | 10 | 8 | 1 | 1 | 41 | 6  | +35 | 25  |
|  | 2. | Municipal Guarco   | 10 | 7 | 1 | 2 | 36 | 15 | +21 | 22  |
|  | 3. | AD Tirrases        | 10 | 5 | 1 | 4 | 15 | 17 | -2  | 16  |
|  | 4. | AD. Conce La Unión | 10 | 4 | 0 | 6 | 17 | 31 | -14 | 12  |
|  | 5. | Orión FC (*)       | 10 | 2 | 4 | 4 | 14 | 17 | -3  | 10  |
|  | 6. | Carmen FC          | 10 | 0 | 1 | 9 | 13 | 49 | -36 | 1   |

(*): Sancionado por incomparecencia en un partido

| A.D. Conce La Unión | 1 - 5 | Municipal Guarco   | 23 de octubre de 2016 | Cancha Polideportivo de Tres Ríos |
| AD. Tirrases FC     | 0 - 2 | AD. Lankaster 1943 | 23 de octubre de 2016 | Cancha de Cipreses, Curridabat    |
| Carmen FC           | 1 - 1 | Orión FC           | 23 de octubre de 2016 | Cancha de El Carmen, Cartago      |

| Municipal Guarco   | 9 - 0 | Carmen FC           | 30 de octubre de 2016 | Cancha de Tejar del Guarco      |
| AD. Lankaster 1943 | 5 - 0 | A.D. Conce La Unión | 30 de octubre de 2016 | Cancha de Dulce Nombre, Cartago |
| Orión FC           | 2 - 0 | AD. Tirrases FC     | 30 de octubre de 2016 | Cancha de Pitahaya, Cartago     |

| A.D. Conce La Unión | 1 - 2 | AD. Tirrases FC    | 6 de noviembre de 2016 | Cancha Polideportivo de Tres Ríos |
| Municipal Guarco    | 2 - 2 | Orión FC           | 6 de noviembre de 2016 | Cancha de Tejar del Guarco        |
| Carmen FC           | 0 - 5 | AD. Lankaster 1943 | 6 de noviembre de 2016 | Cancha de El Carmen, Cartago      |

| AD. Tirrases FC    | 1 - 3 | Municipal Guarco    | 13 de noviembre de 2016 | Cancha de Cipreses, Curridabat  |
| Carmen FC          | 3 - 5 | A.D. Conce La Unión | 13 de noviembre de 2016 | Cancha de El Carmen, Cartago    |
| AD. Lankaster 1943 | 2 - 1 | Orión FC            | 13 de noviembre de 2016 | Cancha de Dulce Nombre, Cartago |

| AD. Tirrases FC    | 4 - 1     | Carmen FC           | 20 de noviembre de 2016 | Cancha de Cipreses, Curridabat  |
| AD. Lankaster 1943 | 2 - 3     | Municipal Guarco    | 20 de noviembre de 2016 | Cancha de Dulce Nombre, Cartago |
| Orión FC           | 0 - 2 (*) | A.D. Conce La Unión | 20 de noviembre de 2016 | Cancha de Pitahaya, Cartago     |

| Municipal Guarco   | 5 - 1 | A.D. Conce La Unión | 4 de diciembre de 2016 | Cancha de Tejar del Guarco      |
| AD. Lankaster 1943 | 5 - 0 | AD. Tirrases FC     | 4 de diciembre de 2016 | Cancha de Dulce Nombre, Cartago |
| Orión FC           | 3 - 2 | Carmen FC           | 4 de diciembre de 2016 | Cancha de Pitahaya, Cartago     |

| Carmen FC           | 3 - 4 | Municipal Guarco   | 11 de diciembre de 2016 | Cancha de El Carmen, Cartago   |
| A.D. Conce La Unión | 0 - 6 | AD. Lankaster 1943 | 11 de diciembre de 2016 | Cancha "Chizeta" Rojas         |
| AD. Tirrases FC     | 1 - 1 | Orión FC           | 11 de diciembre de 2016 | Cancha de Cipreses, Curridabat |

| AD. Tirrases FC    | 3 - 1  | A.D. Conce La Unión | 8 de enero de 2017 | Cancha de Cipreses, Curridabat  |
| Orión FC           | 2 - 5  | Municipal Guarco    | 8 de enero de 2017 | Cancha de Pitahaya, Cartago     |
| AD. Lankaster 1943 | 10 - 0 | Carmen FC           | 8 de enero de 2017 | Cancha de Dulce Nombre, Cartago |

| Municipal Guarco    | 0 - 1 | AD. Tirrases FC    | 15 de enero de 2017 | Cancha de Tejar del Guarco  |
| A.D. Conce La Unión | 5 - 2 | Carmen FC          | 15 de enero de 2017 | Cancha "Chizeta" Rojas      |
| Orión FC            | 2 - 2 | AD. Lankaster 1943 | 15 de enero de 2017 | Cancha de Pitahaya, Cartago |

| Carmen FC           | 1 - 3 | AD. Tirrases FC    | 22 de enero de 2017 | Cancha de El Carmen, Cartago |
| Municipal Guarco    | 0 - 2 | AD. Lankaster 1943 | 22 de enero de 2017 | Cancha de Tejar del Guarco   |
| A.D. Conce La Unión | 1 - 0 | Orión FC           | 22 de enero de 2017 | Cancha "Chizeta" Rojas       |

#### Grupo B:San José A
|  |    | Equipo              | PJ | G | E | P | GF | GC | Dif | Pts |
|  | -- | ------------------- | -- | - | - | - | -- | -- | --- | --- |
|  | 1. | Municipal Santa Ana | 12 | 9 | 2 | 1 | 43 | 17 | +26 | 29  |
|  | 2. | AD. Sagrada Familia | 12 | 9 | 0 | 3 | 26 | 13 | +13 | 27  |
|  | 3. | UD Puriscal         | 12 | 5 | 2 | 6 | 24 | 24 | 0   | 17  |
|  | 4. | DRG. Pavas          | 12 | 4 | 3 | 5 | 28 | 30 | -2  | 15  |
|  | 5. | Juventud Escazuceña | 12 | 4 | 3 | 5 | 21 | 29 | -8  | 15  |
|  | 6. | CCDR Mora FC        | 12 | 3 | 1 | 8 | 22 | 32 | -10 | 10  |
|  | 7. | AD. San Felipe      | 12 | 2 | 1 | 9 | 14 | 31 | -17 | 7   |

| UD Puriscal         | 2 - 2 | Juventud Escazuceña | 25 de setiembre de 2016 | Estadio Luis Ángel Calderón    |
| Municipal Santa Ana | 5 - 2 | DRG. Pavas          | 25 de setiembre de 2016 | Estadio de Piedades, Sta Ana   |
| Sagrada Familia     | 1 - 0 | A.D. San Felipe     | 25 de setiembre de 2016 | Estadio Moreno Cartín, Bº Cuba |
| CCDR Mora FC        | Libre |                     | 25 de setiembre de 2016 |                                |

| Juventud Escazuceña | 1 - 0 | Sagrada Familia     | 2 de octubre de 2016 | Estadio Municipal de Alajuelita |
| A.D. San Felipe     | 0 - 2 | Municipal Santa Ana | 2 de octubre de 2016 | Estadio Municipal de Alajuelita |
| DRG. Pavas          | 1 - 0 | CCDR Mora FC        | 2 de octubre de 2016 | Estadio Moreno Cartín, Bº Cuba  |
| UD Puriscal         | Libre |                     | 2 de octubre de 2016 |                                 |

| CCDR Mora FC        | 4 - 2 | A.D. San Felipe     | 9 de octubre de 2016 | Cancha de Guayabo, Mora        |
| Municipal Santa Ana | 9 - 2 | Juventud Escazuceña | 9 de octubre de 2016 | Estadio de Piedades, Sta Ana   |
| Sagrada Familia     | 5 - 3 | UD Puriscal         | 9 de octubre de 2016 | Estadio Moreno Cartín, Bº Cuba |
| DRG. Pavas          | Libre |                     | 9 de octubre de 2016 |                                |

| UD Puriscal         | 3 - 3 | Municipal Santa Ana | 16 de octubre de 2016 | Estadio Luis Ángel Calderón     |
| Juventud Escazuceña | 4 - 2 | CCDR Mora FC        | 16 de octubre de 2016 | Estadio Municipal de Alajuelita |
| A.D. San Felipe     | 2 - 1 | DRG. Pavas          | 16 de octubre de 2016 | Estadio Municipal de Alajuelita |
| Sagrada Familia     | Libre |                     | 16 de octubre de 2016 |                                 |

| CCDR Mora FC        | 4 - 2 | UD Puriscal         | 23 de octubre de 2016 | Cancha de Guayabo, Mora        |
| Municipal Santa Ana | 2 - 1 | Sagrada Familia     | 23 de octubre de 2016 | Estadio de Piedades, Sta Ana   |
| DRG. Pavas          | 5 - 2 | Juventud Escazuceña | 23 de octubre de 2016 | Estadio Moreno Cartín, Bº Cuba |
| A.D. San Felipe     | Libre |                     | 23 de octubre de 2016 |                                |

| UD Puriscal         | 2 - 3 | DRG. Pavas      | 14 de diciembre de 2016 | Cancha de San Pablo de Turrubares |
| Juventud Escazuceña | 1 - 1 | A.D. San Felipe | 30 de octubre de 2016   | Estadio Municipal de Alajuelita   |
| Sagrada Familia     | 2 - 1 | CCDR Mora FC    | 30 de octubre de 2016   | Estadio Moreno Cartín, Bº Cuba    |
| Municipal Santa Ana | Libre |                 | 30 de octubre de 2016   |                                   |

| A.D. San Felipe     | 1 - 3 | UD Puriscal         | 6 de noviembre de 2016 | Estadio Municipal de Alajuelita |
| CCDR Mora FC        | 1 - 6 | Municipal Santa Ana | 6 de noviembre de 2016 | Cancha de Guayabo, Mora         |
| DRG. Pavas          | 4 - 6 | Sagrada Familia     | 6 de noviembre de 2016 | Estadio Moreno Cartín, Bº Cuba  |
| Juventud Escazuceña | Libre |                     | 6 de noviembre de 2016 |                                 |

| Juventud Escazuceña | 0 - 2 | UD Puriscal         | 13 de noviembre de 2016 | Estadio Municipal de Alajuelita |
| DRG. Pavas          | 3 - 3 | Municipal Santa Ana | 13 de noviembre de 2016 | Estadio Moreno Cartín, Bº Cuba  |
| A.D. San Felipe     | 0 - 3 | Sagrada Familia     | 13 de noviembre de 2016 | Estadio Municipal de Alajuelita |
| CCDR Mora FC        | Libre |                     | 13 de noviembre de 2016 |                                 |

| Sagrada Familia     | 2 - 0 | Juventud Escazuceña | 20 de noviembre de 2016 | Estadio Moreno Cartín, Bº Cuba |
| Municipal Santa Ana | 3 - 1 | A.D. San Felipe     | 20 de noviembre de 2016 | Estadio de Piedades, Sta Ana   |
| CCDR Mora FC        | 3 - 3 | DRG. Pavas          | 20 de noviembre de 2016 | Cancha de Guayabo, Mora        |
| UD Puriscal         | Libre |                     | 20 de noviembre de 2016 |                                |

| A.D. San Felipe     | 5 - 6 | CCDR Mora FC        | 4 de diciembre de 2016 | Estadio Municipal de Alajuelita |
| Juventud Escazuceña | 2 - 3 | Municipal Santa Ana | 4 de diciembre de 2016 | Estadio Municipal de Alajuelita |
| UD Puriscal         | 1 - 0 | Sagrada Familia     | 4 de diciembre de 2016 | Estadio Luis Ángel Calderón     |
| DRG. Pavas          | Libre |                     | 4 de diciembre de 2016 |                                 |

| Municipal Santa Ana | 2 - 0     | UD Puriscal         | 11 de diciembre de 2016 | Estadio de Piedades, Sta Ana   |
| CCDR Mora FC        | 1 - 3     | Juventud Escazuceña | 11 de diciembre de 2016 | Cancha de Guayabo, Mora        |
| DRG. Pavas          | 0 - 2 (*) | A.D. San Felipe     | 11 de diciembre de 2016 | Estadio Moreno Cartín, Bº Cuba |
| Sagrada Familia     | Libre     |                     | 11 de diciembre de 2016 |                                |

| UD Puriscal         | 1 - 0 | CCDR Mora FC        | 8 de enero de 2017 | Estadio Luis Ángel Calderón     |
| Sagrada Familia     | 2 - 1 | Municipal Santa Ana | 8 de enero de 2017 | Estadio Moreno Cartín, Bº Cuba  |
| Juventud Escazuceña | 2 - 2 | DRG. Pavas          | 8 de enero de 2017 | Estadio Municipal de Alajuelita |
| A.D. San Felipe     | Libre |                     | 8 de enero de 2017 |                                 |

| DRG. Pavas          | 4 - 0 | UD Puriscal         | 15 de enero de 2017 | Estadio Moreno Cartín, Bº Cuba  |
| A.D. San Felipe     | 0 - 2 | Juventud Escazuceña | 15 de enero de 2017 | Estadio Municipal de Alajuelita |
| CCDR Mora FC        | 0 - 1 | Sagrada Familia     | 15 de enero de 2017 | Cancha de Guayabo, Mora         |
| Municipal Santa Ana | Libre |                     | 15 de enero de 2017 |                                 |

| UD Puriscal         | 5 - 0 | A.D. San Felipe | 22 de enero de 2017 | Estadio Luis Ángel Calderón    |
| Municipal Santa Ana | 4 - 0 | CCDR Mora FC    | 22 de enero de 2017 | Estadio de Piedades, Sta Ana   |
| Sagrada Familia     | 3 - 0 | DRG. Pavas      | 22 de enero de 2017 | Estadio Moreno Cartín, Bº Cuba |
| Juventud Escazuceña | Libre |                 | 22 de enero de 2017 |                                |

#### Grupo C:Heredia
|  |    | Equipo                      | PJ | G | E | P | GF | GC | Dif | Pts |
|  | -- | --------------------------- | -- | - | - | - | -- | -- | --- | --- |
|  | 1. | AD Santo Domingo            | 12 | 9 | 1 | 2 | 33 | 19 | +14 | 28  |
|  | 2. | AD San Pablo Chirripó       | 12 | 8 | 2 | 2 | 29 | 15 | +14 | 26  |
|  | 3. | AD Barrealeña               | 12 | 5 | 3 | 4 | 20 | 16 | +4  | 18  |
|  | 4. | Fusión Pto. Viejo Sarapiquí | 12 | 5 | 3 | 4 | 31 | 29 | +2  | 18  |
|  | 5. | Juventud Atlético           | 12 | 3 | 4 | 5 | 26 | 34 | -8  | 13  |
|  | 6. | JK Soccer Club              | 12 | 3 | 0 | 9 | 22 | 35 | -13 | 9   |
|  | 7. | AD Barva FC                 | 12 | 2 | 1 | 9 | 15 | 28 | -13 | 7   |

| AD Santo Domingo            | 3 - 2 | AD. Barrealeña    | 25 de setiembre de 2016 | Cancha Las Quebradas         |
| Barva FC                    | 2 - 2 | Juventud Atlético | 25 de setiembre de 2016 | Cancha San Bartolomé         |
| Fusión Pto. Viejo Sarapiquí | 6 - 3 | JK Soccer Club    | 25 de setiembre de 2016 | Estadio La Virgen, Sarapiquí |
| AD San Pablo Chirripó       | Libre |                   | 25 de setiembre de 2016 |                              |

| AD. Barrealeña    | 1 - 2 | Barva FC                    | 2 de octubre de 2016 | Cancha La Incubadora     |
| Juventud Atlético | 3 - 3 | Fusión Pto. Viejo Sarapiquí | 2 de octubre de 2016 | Cancha Los Cibeles       |
| JK Soccer Club    | 0 - 1 | AD San Pablo Chirripó       | 2 de octubre de 2016 | Cancha de Mercedes Norte |
| AD Santo Domingo  | Libre |                             | 2 de octubre de 2016 |                          |

| AD San Pablo Chirripó       | 3 - 1 | Juventud Atlético | 9 de octubre de 2016 | Cancha Los Expresidentes     |
| Barva FC                    | 0 - 1 | AD Santo Domingo  | 9 de octubre de 2016 | Cancha San Bartolomé         |
| Fusión Pto. Viejo Sarapiquí | 2 - 2 | AD. Barrealeña    | 9 de octubre de 2016 | Estadio La Virgen, Sarapiquí |
| JK Soccer Club              | Libre |                   | 9 de octubre de 2016 |                              |

| AD. Barrealeña    | 0 - 0 | AD San Pablo Chirripó | 16 de octubre de 2016 | Cancha La Incubadora |
| Juventud Atlético | 3 - 4 | JK Soccer Club Fusión | 16 de octubre de 2016 | Cancha Los Cibeles   |
| AD Santo Domingo  | 4 - 2 | Pto. Viejo Sarapiquí  | 16 de octubre de 2016 | Cancha Las Quebradas |
| Barva FC          | Libre |                       | 16 de octubre de 2016 |                      |

| AD San Pablo Chirripó       | 1 - 2 | AD Santo Domingo | 23 de octubre de 2016 | Cancha Los Expresidentes     |
| JK Soccer Club              | 0 - 2 | AD. Barrealeña   | 23 de octubre de 2016 | Cancha Los Cibeles           |
| Fusión Pto. Viejo Sarapiquí | 3 - 0 | Barva FC         | 23 de octubre de 2016 | Estadio La Virgen, Sarapiquí |
| Juventud Atlético           | Libre |                  | 23 de octubre de 2016 |                              |

| AD. Barrealeña              | 1 - 3 | Juventud Atlético     | 30 de octubre de 2016 | Cancha La Incubadora |
| Barva FC                    | 1 - 4 | AD San Pablo Chirripó | 30 de octubre de 2016 | Cancha San Bartolomé |
| AD Santo Domingo            | 2 - 1 | JK Soccer Club Fusión | 30 de octubre de 2016 | Cancha Las Quebradas |
| Fusión Pto. Viejo Sarapiquí | Libre |                       | 30 de octubre de 2016 |                      |

| AD San Pablo Chirripó | 4 - 2 | Fusión Pto. Viejo Sarapiquí | 6 de noviembre de 2016 | Cancha Los Expresidentes |
| JK Soccer Club        | 2 - 5 | Barva FC                    | 6 de noviembre de 2016 | Cancha de Mercedes Norte |
| Juventud Atlético     | 2 - 2 | AD Santo Domingo            | 6 de noviembre de 2016 | Cancha Los Cibeles       |
| AD. Barrealeña        | Libre |                             | 6 de noviembre de 2016 |                          |

| AD. Barrealeña        | 0 - 2 | AD Santo Domingo            | 13 de noviembre de 2016 | Cancha La Incubadora           |
| Juventud Atlético     | 2 - 1 | Barva FC                    | 13 de noviembre de 2016 | Cancha Dulce Nombre, La Garita |
| JK Soccer Club        | 3 - 1 | Fusión Pto. Viejo Sarapiquí | 13 de noviembre de 2016 | Cancha Los Cibeles             |
| AD San Pablo Chirripó | Libre |                             | 13 de noviembre de 2016 |                                |

| Barva FC                    | 0 - 2 | AD. Barrealeña    | 20 de noviembre de 2016 | Cancha San Bartolomé         |
| Fusión Pto. Viejo Sarapiquí | 4 - 1 | Juventud Atlético | 20 de noviembre de 2016 | Estadio La Virgen, Sarapiquí |
| AD San Pablo Chirripó       | 3 - 1 | JK Soccer Club    | 20 de noviembre de 2016 | Cancha Los Expresidentes     |
| AD Santo Domingo            | Libre |                   | 20 de noviembre de 2016 |                              |

| Juventud Atlético | 1 - 3 | AD San Pablo Chirripó       | 4 de diciembre de 2016 | Cancha Dulce Nombre, La Garita |
| AD Santo Domingo  | 1 - 0 | Barva FC                    | 4 de diciembre de 2016 | Cancha Las Quebradas           |
| AD. Barrealeña    | 3 - 0 | Fusión Pto. Viejo Sarapiquí | 4 de diciembre de 2016 | Cancha La Incubadora           |
| JK Soccer Club    | Libre |                             | 4 de diciembre de 2016 |                                |

| AD San Pablo Chirripó       | 0 - 1 | AD. Barrealeña    | 11 de diciembre de 2016 | Cancha Los Expresidentes     |
| JK Soccer Club Fusión       | 2 - 3 | Juventud Atlético | 11 de diciembre de 2016 | Cancha Los Cibeles           |
| Fusión Pto. Viejo Sarapiquí | 3 - 2 | AD Santo Domingo  | 11 de diciembre de 2016 | Estadio La Virgen, Sarapiquí |
| Barva FC                    | Libre |                   | 11 de diciembre de 2016 |                              |

| AD Santo Domingo  | 3 - 4 | AD San Pablo Chirripó       | 8 de enero de 2017 | Cancha Las Quebradas |
| AD. Barrealeña    | 3 - 1 | JK Soccer Club              | 8 de enero de 2017 | Cancha La Incubadora |
| Barva FC          | 2 - 3 | Fusión Pto. Viejo Sarapiquí | 8 de enero de 2017 | Cancha San Bartolomé |
| Juventud Atlético | Libre |                             | 8 de enero de 2017 |                      |

| Juventud Atlético           | 3 - 3 | AD. Barrealeña   | 15 de enero de 2017 | Cancha Los Cibeles       |
| AD San Pablo Chirripó       | 4 - 1 | Barva FC         | 15 de enero de 2017 | Cancha Los Expresidentes |
| JK Soccer Club Fusión       | 2 - 4 | AD Santo Domingo | 15 de enero de 2017 | Cancha Los Cibeles       |
| Fusión Pto. Viejo Sarapiquí | Libre |                  | 15 de enero de 2017 |                          |

| Fusión Pto. Viejo Sarapiquí | 2 - 2 | AD San Pablo Chirripó | 22 de enero de 2017 | Estadio La Virgen, Sarapiquí |
| Barva FC                    | 1 - 3 | JK Soccer Club        | 22 de enero de 2017 | Cancha San Bartolomé         |
| AD Santo Domingo            | 6 - 2 | Juventud Atlético     | 22 de enero de 2017 | Cancha Las Quebradas         |
| AD. Barrealeña              | Libre |                       | 22 de enero de 2017 |                              |

#### Grupo D:San José B
|  |    | Equipo                    | PJ | G | E | P | GF | GC | Dif | Pts |
|  | -- | ------------------------- | -- | - | - | - | -- | -- | --- | --- |
|  | 1. | AD San Rafael Abajo       | 10 | 6 | 1 | 3 | 28 | 15 | +13 | 19  |
|  | 2. | CCDR. Montes de Oca       | 10 | 5 | 3 | 2 | 13 | 5  | +8  | 18  |
|  | 3. | AD Valencia               | 10 | 4 | 3 | 3 | 20 | 19 | +1  | 15  |
|  | 4. | AD Desamparadeña          | 10 | 4 | 1 | 5 | 20 | 26 | -6  | 13  |
|  | 5. | AD San Luis Sta. Teresita | 10 | 3 | 2 | 5 | 15 | 18 | -3  | 11  |
|  | 6. | AFC Gallada               | 10 | 2 | 2 | 6 | 16 | 28 | -12 | 8   |
|  | 7. | AD. Compañeros (**)       | -  | - | - | - | -  | -  | -   | -   |

(**) Equipo expulsado al inicio del Torneo luego de dos incomparecencias.

| CCDR. Montes de Oca          | 2 - 0         | AFC Gallada          | 25 de setiembre de 2016 | Estadio de Sabanilla       |
| AD. San Luis - Sta. Teresita | 2 - 0         | AD Desamparadeña     | 25 de setiembre de 2016 | Estadio ST. Center, Aserrí |
| AD. Compañeros               | No Programado | AD. San Rafael Abajo | 25 de setiembre de 2016 | Estadio Sanjuañeno         |
| AD. Valencia                 | Libre         |                      | 25 de setiembre de 2016 |                            |

| AD. San Rafael Abajo | 1 - 3             | AD. San Luis - Sta. Teresita | 2 de octubre de 2016 | Cancha de Desamparados Centro  |
| AD Desamparadeña     | 2 - 7             | AD. Valencia                 | 2 de octubre de 2016 | Cancha de Desamparados Centro  |
| AFC Gallada          | No Programado (*) | AD. Compañeros               | 2 de octubre de 2016 | Cancha Plazoleta, Desamparados |
| CCDR. Montes de Oca  | Libre             |                              | 2 de octubre de 2016 |                                |

| AD. Valencia                 | 2 - 2         | AD. San Rafael Abajo | 9 de octubre de 2016 | Estadio Lito Monge         |
| AD. San Luis - Sta. Teresita | 1 - 3         | AFC Gallada          | 9 de octubre de 2016 | Estadio ST. Center, Aserrí |
| AD. Compañeros               | No Programado | CCDR. Montes de Oca  | 9 de octubre de 2016 | Estadio Sanjuañeno         |
| AD Desamparadeña             | Libre         |                      | 9 de octubre de 2016 |                            |

| AFC Gallada          | 2 - 2     | AD. Valencia                 | 18 de diciembre de 2016 | Cancha de San Rafael Abajo |
| AD. San Rafael Abajo | 4 - 2     | AD Desamparadeña             | 18 de diciembre de 2016 | Cancha de San Rafael Abajo |
| CCDR. Montes de Oca  | 2 - 0(*)  | AD. San Luis - Sta. Teresita | 16 de octubre de 2016   | Estadio de Sabanilla       |
| AD. Compañeros       | Expulsado |                              | 16 de octubre de 2016   |                            |

| AD. Valencia                 | 0 - 2         | CCDR. Montes de Oca | 16 de noviembre de 2016 | Estadio Lito Monge               |
| AD Desamparadeña             | 3 - 0         | AFC Gallada         | 23 de octubre de 2016   | Estadio Cuty Monge, Desamparados |
| AD. San Luis - Sta. Teresita | No Programado | AD. Compañeros      | 23 de octubre de 2016   | Estadio ST. Center, Aserrí       |
| AD. San Rafael Abajo         | Libre         |                     | 23 de octubre de 2016   |                                  |

| AFC Gallada                  | 1 - 3         | AD. San Rafael Abajo | 30 de octubre de 2016 | Cancha de Desamparados Centro |
| CCDR. Montes de Oca          | 1 - 2         | AD Desamparadeña     | 30 de octubre de 2016 | Estadio de Sabanilla          |
| AD. Compañeros               | No Programado | AD. Valencia         | 30 de octubre de 2016 | N/D                           |
| AD. San Luis - Sta. Teresita | Libre         |                      | 30 de octubre de 2016 |                               |

| AD. Valencia         | 1 - 0         | AD. San Luis - Sta. Teresita | 6 de noviembre de 2016 | Estadio Lito Monge            |
| AD. San Rafael Abajo | 0 - 2 *       | CCDR. Montes de Oca          | 6 de noviembre de 2016 | Cancha de Desamparados Centro |
| AD Desamparadeña     | No Programado | AD. Compañeros               | 6 de noviembre de 2016 | N/D                           |
| AFC Gallada          | Libre         |                              | 6 de noviembre de 2016 |                               |

| AD Desamparadeña     | 2 - 5         | AD. San Luis - Sta. Teresita | 13 de noviembre de 2016 | Estadio Cuty Monge, Desamparados |
| AFC Gallada          | 0 - 0         | CCDR. Montes de Oca          | 13 de noviembre de 2016 | Cancha de Desamparados Centro    |
| AD. Compañeros       | No Programado | AD. Valencia                 | 13 de noviembre de 2016 | N/D                              |
| AD. San Rafael Abajo | Libre         |                              | 13 de noviembre de 2016 |                                  |

| AD. San Luis - Sta. Teresita | 0 - 3         | AD. San Rafael Abajo | 20 de noviembre de 2016 | Estadio ST. Center, Aserrí |
| AD. Valencia                 | 1 - 2         | AD Desamparadeña     | 20 de noviembre de 2016 | Estadio Lito Monge         |
| AD. Compañeros               | No Programado | AFC Gallada          | 20 de noviembre de 2016 | N/D                        |
| CCDR. Montes de Oca          | Libre         |                      | 20 de noviembre de 2016 |                            |

| AD. San Rafael Abajo | 5 - 1         | AD. Valencia                 | 4 de diciembre de 2016  | Estadio ST. Center, Aserrí       |
| AFC Gallada          | 4 - 2         | AD. San Luis - Sta. Teresita | 21 de diciembre de 2016 | Estadio Cuty Monge, Desamparados |
| AD. Compañeros       | No Programado | CCDR. Montes de Oca          | 4 de diciembre de 2016  | N/D                              |
| AD Desamparadeña     | Libre         |                              | 4 de diciembre de 2016  |                                  |

| AD. Valencia                 | 4 - 3     | AFC Gallada          | 11 de diciembre de 2016 | Estadio Lito Monge         |
| AD Desamparadeña             | 1 - 3     | AD. San Rafael Abajo | 11 de diciembre de 2016 | Estadio ST. Center, Aserrí |
| AD. San Luis - Sta. Teresita | 1 - 1     | CCDR. Montes de Oca  | 11 de diciembre de 2016 | Estadio ST. Center, Aserrí |
| AD. Compañeros               | Expulsado |                      | 11 de diciembre de 2016 |                            |

| CCDR. Montes de Oca  | 0 - 1         | AD. Valencia                 | 8 de enero de 2017 | Estadio de Sabanilla           |
| AFC Gallada          | 2 - 5         | AD Desamparadeña             | 8 de enero de 2017 | Cancha Plazoleta, Desamparados |
| AD. Compañeros       | No Programado | AD. San Luis - Sta. Teresita | 8 de enero de 2017 | Estadio ST. Center, Aserrí     |
| AD. San Rafael Abajo | Libre         |                              | 8 de enero de 2017 |                                |

| AD. San Rafael Abajo         | 7 - 1         | AFC Gallada         | 15 de enero de 2017 | Cancha de Desamparados Centro |
| AD Desamparadeña             | 1 - 1         | CCDR. Montes de Oca | 15 de enero de 2017 | Cancha de Desamparados Centro |
| AD. Compañeros               | No Programado | AD. Valencia        | 15 de enero de 2017 | N/D                           |
| AD. San Luis - Sta. Teresita | Libre         |                     | 15 de enero de 2017 |                               |

| AD. San Luis - Sta. Teresita | 1 - 1         | AD. Valencia         | 22 de enero de 2017 | Estadio ST. Center, Aserrí |
| CCDR. Montes de Oca          | 2 - 0         | AD. San Rafael Abajo | 22 de enero de 2017 | Estadio de Sabanilla       |
| AD Desamparadeña             | No Programado | AD. Compañeros       | 22 de enero de 2017 | N/D                        |
| AFC Gallada                  | Libre         |                      | 22 de enero de 2017 |                            |

#### Grupo E:Alajuela
|  |    | Equipo              | PJ | G  | E | P | GF | GC | Dif | Pts |
|  | -- | ------------------- | -- | -- | - | - | -- | -- | --- | --- |
|  | 1. | Selección de Canoas | 12 | 10 | 1 | 1 | 50 | 28 | +22 | 31  |
|  | 2. | ADR Esparza         | 12 | 6  | 2 | 4 | 32 | 25 | +7  | 20  |
|  | 3. | Real Atenas         | 12 | 5  | 2 | 5 | 28 | 25 | +3  | 17  |
|  | 4. | AD. Sarchí          | 12 | 3  | 6 | 3 | 21 | 21 | 0   | 15  |
|  | 5. | ACF. Turrucares     | 12 | 3  | 2 | 6 | 27 | 35 | -8  | 14  |
|  | 6. | AD. Pital           | 12 | 3  | 3 | 6 | 22 | 32 | -10 | 12  |
|  | 7. | Legionarios Poás    | 12 | 2  | 2 | 8 | 19 | 33 | -14 | 8   |

| Legionarios Poás     | 0 - 1 | ACF. Turrucares | 25 de setiembre de 2016 | Cancha de San Juán Sur, Poás |
| Real Atenas          | 4 - 0 | AD. Pital       | 25 de setiembre de 2016 | Estadio Municipal de Atenas  |
| AD. Selección Canoas | 2 - 2 | ADR. Esparza    | 25 de setiembre de 2016 | Polideportivo Monserrat      |
| AD. Sarchí           | Libre |                 | 25 de setiembre de 2016 |                              |

| ACF. Turrucares      | 4 - 4 | AD. Sarchí       | 2 de octubre de 2016 | Cancha La Garita, Turrucares         |
| AD. Selección Canoas | 5 - 3 | AD. Pital        | 2 de octubre de 2016 | Cancha Río Segundo, Alajuela         |
| ADR. Esparza         | 4 - 1 | Legionarios Poás | 2 de octubre de 2016 | Cancha ANIKSE, San Rafael de Esparza |
| Real Atenas          | Libre |                  | 2 de octubre de 2016 |                                      |

| Legionarios Poás     | 4 - 1 | AD. Pital    | 9 de octubre de 2016 | Cancha de San Juán Sur, Poás |
| AD. Sarchí           | 3 - 0 | ADR. Esparza | 9 de octubre de 2016 | Estadio Eliécer Pérez Conejo |
| AD. Selección Canoas | 3 - 1 | Real Atenas  | 9 de octubre de 2016 | Cancha Río Segundo, Alajuela |
| ACF. Turrucares      | Libre |              | 9 de octubre de 2016 |                              |

| Real Atenas          | 4 - 1 | Legionarios Poás | 16 de octubre de 2016 | Estadio Municipal de Atenas          |
| AD. Pital            | 1 - 2 | AD. Sarchí       | 16 de octubre de 2016 | Cancha de Veracruz, Pital            |
| ADR. Esparza         | 2 - 1 | ACF. Turrucares  | 16 de octubre de 2016 | Cancha ANIKSE, San Rafael de Esparza |
| AD. Selección Canoas | Libre |                  | 16 de octubre de 2016 |                                      |

| ACF. Turrucares  | 1 - 3 | AD. Pital            | 23 de octubre de 2016 | Cancha de Cebadilla, Turrucares |
| Legionarios Poás | 2 - 3 | AD. Selección Canoas | 23 de octubre de 2016 | Cancha de San Juán Sur, Poás    |
| AD. Sarchí       | 0 - 0 | Real Atenas          | 23 de octubre de 2016 | Estadio Eliécer Pérez Conejo    |
| ADR. Esparza     | Libre |                      | 23 de octubre de 2016 |                                 |

| Real Atenas          | 8 - 3 | ACF. Turrucares | 30 de octubre de 2016 | Estadio Municipal de Atenas       |
| AD. Pital            | 1 - 0 | ADR. Esparza    | 30 de octubre de 2016 | Estadio Carlos Ugalde, San Carlos |
| AD. Selección Canoas | 5 - 2 | AD. Sarchí      | 30 de octubre de 2016 | Cancha de Canoas, Alajuela        |
| Legionarios Poás     | Libre |                 | 30 de octubre de 2016 |                                   |

| ACF. Turrucares | 3 - 5 | AD. Selección Canoas | 6 de noviembre de 2016 | Cancha de Cebadilla, Turrucares      |
| ADR. Esparza    | 3 - 2 | Real Atenas          | 6 de noviembre de 2016 | Cancha ANIKSE, San Rafael de Esparza |
| AD. Sarchí      | 2 - 2 | Legionarios Poás     | 6 de noviembre de 2016 | Estadio Eliécer Pérez Conejo         |
| AD. Pital       | Libre |                      | 6 de noviembre de 2016 |                                      |

| ACF. Turrucares | 3 - 0 | Legionarios Poás     | 13 de noviembre de 2016 | Cancha de Cebadilla, Turrucares      |
| AD. Pital       | 3 - 3 | Real Atenas          | 13 de noviembre de 2016 | Estadio de Pital                     |
| ADR. Esparza    | 5 - 6 | AD. Selección Canoas | 13 de noviembre de 2016 | Cancha ANIKSE, San Rafael de Esparza |
| AD. Sarchí      | Libre |                      | 13 de noviembre de 2016 |                                      |

| AD. Sarchí       | 1 - 1 | ACF. Turrucares      | 20 de noviembre de 2016 | Estadio Eliécer Pérez Conejo |
| AD. Pital        | 3 - 4 | AD. Selección Canoas | 20 de noviembre de 2016 | Estadio de Pital             |
| Legionarios Poás | 2 - 3 | ADR. Esparza         | 20 de noviembre de 2016 | Cancha de San Juán Sur, Poás |
| Real Atenas      | Libre |                      | 20 de noviembre de 2016 |                              |

| AD. Pital       | 2 - 2 | Legionarios Poás     | 4 de diciembre de 2016 | Estadio de Pital                     |
| ADR. Esparza    | 1 - 1 | AD. Sarchí           | 4 de diciembre de 2016 | Cancha ANIKSE, San Rafael de Esparza |
| Real Atenas     | 3 - 2 | AD. Selección Canoas | 4 de diciembre de 2016 | Estadio Municipal de Atenas          |
| ACF. Turrucares | Libre |                      | 4 de diciembre de 2016 |                                      |

| Legionarios Poás     | 2 - 1 | Real Atenas  | 11 de diciembre de 2016 | Cancha Polideportivo de Poás    |
| AD. Sarchí           | 1 - 1 | AD. Pital    | 11 de diciembre de 2016 | Estadio Eliécer Pérez Conejo    |
| ACF. Turrucares      | 4 - 3 | ADR. Esparza | 11 de diciembre de 2016 | Cancha de Cebadilla, Turrucares |
| AD. Selección Canoas | Libre |              | 11 de diciembre de 2016 |                                 |

| AD. Pital            | 3 - 2 | ACF. Turrucares  | 8 de enero de 2017 | Estadio de Pital            |
| AD. Selección Canoas | 6 - 1 | Legionarios Poás | 8 de enero de 2017 | Cancha de Canoas, Alajuela  |
| Real Atenas          | 1 - 0 | AD. Sarchí       | 8 de enero de 2017 | Estadio Municipal de Atenas |
| ADR. Esparza         | Libre |                  | 8 de enero de 2017 |                             |

| ACF. Turrucares  | 3 - 0 | Real Atenas          | 15 de enero de 2017 | Cancha de Cebadilla, Turrucares      |
| ADR. Esparza     | 4 - 1 | AD. Pital            | 15 de enero de 2017 | Cancha ANIKSE, San Rafael de Esparza |
| AD. Sarchí       | 2 - 3 | AD. Selección Canoas | 15 de enero de 2017 | Estadio Eliécer Pérez Conejo         |
| Legionarios Poás | Libre |                      | 15 de enero de 2017 |                                      |

| AD. Selección Canoas | 6 - 1 | ACF. Turrucares | 22 de enero de 2017 | Cancha de Canoas, Alajuela   |
| Real Atenas          | 1 - 5 | ADR. Esparza    | 22 de enero de 2017 | Estadio Municipal de Atenas  |
| Legionarios Poás     | 2 - 3 | AD. Sarchí      | 22 de enero de 2017 | Cancha Polideportivo de Poás |
| AD. Pital            | Libre |                 | 22 de enero de 2017 |                              |

#### Grupo F:Limón
|  |    | Equipo                    | PJ | G  | E | P  | GF | GC | Dif | Pts |
|  | -- | ------------------------- | -- | -- | - | -- | -- | -- | --- | --- |
|  | 1. | AD. Fútbol de Siquirres   | 16 | 11 | 3 | 2  | 36 | 15 | +21 | 36  |
|  | 2. | Limón FC                  | 16 | 9  | 5 | 1  | 33 | 10 | +23 | 35  |
|  | 3. | AD. Alianza Pococí FC (D) | 16 | 11 | 1 | 4  | 39 | 22 | +17 | 34  |
|  | 4. | B-Line. FC                | 16 | 8  | 3 | 5  | 43 | 23 | +20 | 27  |
|  | 5. | Deportivo Siquirres       | 16 | 4  | 3 | 9  | 27 | 39 | -12 | 15  |
|  | 6. | Dep. Indiana Espinoza     | 16 | 4  | 3 | 9  | 22 | 43 | -21 | 15  |
|  | 7. | ASD. El Cairo (*)         | 16 | 4  | 3 | 9  | 25 | 44 | -19 | 15  |
|  | 8. | Deportivo Louisiana       | 16 | 4  | 2 | 10 | 22 | 33 | -11 | 14  |
|  | 9. | La Francia FC (**)        | 16 | 3  | 3 | 12 | 11 | 29 | -18 | 12  |

(D): Equipo que Descendió de la Liga de Ascenso (Segunda División) 2015-2016
(*): Sancionado por incomparecencia en un partido
(**) Desciende a Tercera División de LINAFA por dos incomparescencias

| AD. Alianza Pococí      | 1 - 2 | ASD. El Cairo         | 28 de agosto de 2016 | Cancha La Colonia, Pococí  |
| Limón FC                | 3 - 3 | B-Line FC             | 28 de agosto de 2016 | Estadio Nuevo de Limón     |
| AD. Fútbol de Siquirres | 1 - 0 | Deportivo Louisiana   | 28 de agosto de 2016 | Cancha de Siquirres Centro |
| Deportivo Siquirres     | 1 - 1 | Dep. Indiana Espinoza | 28 de agosto de 2016 | Cancha de Siquirres Centro |
| La Francia FC           | Libre |                       | 28 de agosto de 2016 |                            |

| La Francia FC         | 1 - 0 | Deportivo Siquirres     | 4 de septiembre de 2016 | Cancha de La Francia, Siquirres |
| Deportivo Louisiana   | 0 - 3 | AD. Alianza Pococí      | 4 de septiembre de 2016 | Cancha de Louisiana, Siquirres  |
| B-Line FC             | 2 - 2 | AD. Fútbol de Siquirres | 4 de septiembre de 2016 | Cancha de B-Line, Matina        |
| Dep. Indiana Espinoza | 1 - 4 | Limón FC                | 4 de septiembre de 2016 | Cancha Indiana Tres, Siquirres  |
| ASD. El Cairo         | Libre |                         | 4 de septiembre de 2016 |                                 |

| AD. Alianza Pococí      | 2 - 3     | B-Line FC             | 11 de setiembre de 2016 | Cancha La Colonia, Pococí     |
| AD. Fútbol de Siquirres | 3 - 0     | Dep. Indiana Espinoza | 11 de setiembre de 2016 | Cancha de Siquirres Centro    |
| Limón FC                | 2 - 0 (*) | La Francia FC         | 11 de setiembre de 2016 | Estadio Nuevo de Limón        |
| ASD. El Cairo           | 4 - 2     | Deportivo Louisiana   | 11 de setiembre de 2016 | Cancha de El Cairo, Siquirres |
| Deportivo Siquirres     | Libre     |                       | 11 de setiembre de 2016 |                               |

| Dep. Indiana Espinoza | 1 - 4 | AD. Alianza Pococí      | 18 de setiembre de 2016 | Cancha Indiana Tres, Siquirres  |
| La Francia FC         | 1 - 3 | AD. Fútbol de Siquirres | 18 de setiembre de 2016 | Cancha de La Francia, Siquirres |
| Deportivo Siquirres   | 0 - 2 | Limón FC                | 18 de setiembre de 2016 | Cancha de Siquirres Centro      |
| B-Line FC             | 1 - 2 | ASD. El Cairo           | 18 de setiembre de 2016 | Cancha de B-Line, Matina        |
| Deportivo Louisiana   | Libre |                         | 18 de setiembre de 2016 |                                 |

| ASD. El Cairo           | 2 - 3 | Dep. Indiana Espinoza | 25 de setiembre de 2016 | Cancha de El Cairo, Siquirres  |
| AD. Alianza Pococí      | 2 - 0 | La Francia FC         | 25 de setiembre de 2016 | Cancha La Colonia, Pococí      |
| AD. Fútbol de Siquirres | 2 - 1 | Deportivo Siquirres   | 25 de setiembre de 2016 | Cancha de Siquirres Centro     |
| Deportivo Louisiana     | 1 - 3 | B-Line FC             | 25 de setiembre de 2016 | Cancha de Louisiana, Siquirres |
| Limón FC                | Libre |                       | 25 de setiembre de 2016 |                                |

| Deportivo Siquirres   | 1 - 2 | AD. Alianza Pococí      | 2 de octubre de 2016 | Cancha de Siquirres Centro      |
| Limón FC              | 0 - 0 | AD. Fútbol de Siquirres | 2 de octubre de 2016 | Estadio Nuevo de Limón          |
| Dep. Indiana Espinoza | 0 - 2 | Deportivo Louisiana     | 2 de octubre de 2016 | Cancha Indiana Tres, Siquirres  |
| La Francia FC         | 2 - 1 | ASD. El Cairo           | 2 de octubre de 2016 | Cancha de La Francia, Siquirres |
| B-Line FC             | Libre |                         | 2 de octubre de 2016 |                                 |

| ASD. El Cairo           | 3 - 2 | Deportivo Siquirres   | 9 de octubre de 2016 | Cancha de El Cairo, Siquirres  |
| AD. Alianza Pococí      | 2 - 1 | Limón FC              | 9 de octubre de 2016 | Cancha La Colonia, Pococí      |
| B-Line FC               | 5 - 0 | Dep. Indiana Espinoza | 9 de octubre de 2016 | Cancha de B-Line, Matina       |
| Deportivo Louisiana     | 0 - 0 | La Francia FC         | 9 de octubre de 2016 | Cancha de Louisiana, Siquirres |
| AD. Fútbol de Siquirres | Libre |                       | 9 de octubre de 2016 |                                |

| AD. Fútbol de Siquirres | 1 - 2 | AD. Alianza Pococí  | 16 de octubre de 2016 | Cancha de Siquirres Centro      |
| Limón FC                | 0 - 0 | ASD. El Cairo       | 16 de octubre de 2016 | Estadio Nuevo de Limón          |
| Deportivo Siquirres     | 2 - 7 | Deportivo Louisiana | 16 de octubre de 2016 | Cancha de Siquirres Centro      |
| La Francia FC           | 1 - 1 | B-Line FC           | 16 de octubre de 2016 | Cancha de La Francia, Siquirres |
| Dep. Indiana Espinoza   | Libre |                     | 16 de octubre de 2016 |                                 |

| ASD. El Cairo         | 1 - 2 | AD. Fútbol de Siquirres | 23 de octubre de 2016 | Cancha de El Cairo, Siquirres  |
| Dep. Indiana Espinoza | 2 - 2 | La Francia FC           | 23 de octubre de 2016 | Cancha Indiana Tres, Siquirres |
| B-Line FC             | 2 - 3 | Deportivo Siquirres     | 23 de octubre de 2016 | Cancha de B-Line, Matina       |
| Deportivo Louisiana   | 0 - 0 | Limón FC                | 23 de octubre de 2016 | Cancha de Louisiana, Siquirres |
| AD. Alianza Pococí    | Libre |                         | 23 de octubre de 2016 |                                |

| ASD. El Cairo         | 1 - 1 | AD. Alianza Pococí      | 30 de octubre de 2016 | Cancha de El Cairo, Siquirres  |
| B-Line FC             | 0 - 1 | Limón FC                | 30 de octubre de 2016 | Cancha de B-Line, Matina       |
| Deportivo Louisiana   | 0 - 4 | AD. Fútbol de Siquirres | 30 de octubre de 2016 | Cancha de Louisiana, Siquirres |
| Dep. Indiana Espinoza | 3 - 3 | Deportivo Siquirres     | 30 de octubre de 2016 | Cancha Indiana Tres, Siquirres |
| La Francia FC         | Libre |                         | 30 de octubre de 2016 |                                |

| Deportivo Siquirres     | 2 - 0 (*) | La Francia FC         | 6 de noviembre de 2016 | Cancha de Siquirres Centro |
| AD. Alianza Pococí      | 3 - 1     | Deportivo Louisiana   | 6 de noviembre de 2016 | Cancha La Colonia, Pococí  |
| AD. Fútbol de Siquirres | 2 - 1     | B-Line FC             | 6 de noviembre de 2016 | Cancha de Siquirres Centro |
| Limón FC                | 4 - 0     | Dep. Indiana Espinoza | 6 de noviembre de 2016 | Estadio Juan Gobán, Limón  |
| ASD. El Cairo           | Libre     |                       | 6 de noviembre de 2016 |                            |

| B-Line FC             | 2 - 3 | AD. Alianza Pococí      | 13 de noviembre de 2016 | Cancha de B-Line, Matina        |
| Dep. Indiana Espinoza | 1 - 4 | AD. Fútbol de Siquirres | 13 de noviembre de 2016 | Cancha Indiana Tres, Siquirres  |
| La Francia FC         | 0 - 2 | Limón FC                | 13 de noviembre de 2016 | Cancha de La Francia, Siquirres |
| Deportivo Louisiana   | 3 - 0 | ASD. El Cairo           | 13 de noviembre de 2016 | Cancha de Louisiana, Siquirres  |
| Deportivo Siquirres   | Libre |                         | 13 de noviembre de 2016 |                                 |

| AD. Alianza Pococí      | 4 - 1 | Dep. Indiana Espinoza | 20 de noviembre de 2016 | Cancha La Colonia, Pococí     |
| AD. Fútbol de Siquirres | 2 - 0 | La Francia FC         | 20 de noviembre de 2016 | Cancha de Siquirres Centro    |
| Limón FC                | 0 - 0 | Deportivo Siquirres   | 20 de noviembre de 2016 | Estadio Juan Gobán, Limón     |
| ASD. El Cairo           | 2 - 7 | B-Line FC             | 20 de noviembre de 2016 | Cancha de El Cairo, Siquirres |
| Deportivo Louisiana     | Libre |                       | 20 de noviembre de 2016 |                               |

| Dep. Indiana Espinoza | 3 - 1 | ASD. El Cairo           | 4 de diciembre de 2016 | Cancha Indiana Tres, Siquirres  |
| La Francia FC         | 2 - 6 | AD. Alianza Pococí      | 4 de diciembre de 2016 | Cancha de La Francia, Siquirres |
| Deportivo Siquirres   | 0 - 4 | AD. Fútbol de Siquirres | 4 de diciembre de 2016 | Cancha de Siquirres Centro      |
| B-Line FC             | 2 - 1 | Deportivo Louisiana     | 4 de diciembre de 2016 | Cancha de B-Line, Matina        |
| Limón FC              | Libre |                         | 4 de diciembre de 2016 |                                 |

| AD. Alianza Pococí      | 3 - 2     | Deportivo Siquirres   | 10 de diciembre de 2016 | Estadio Ebal Rodríguez, Guápiles |
| AD. Fútbol de Siquirres | 2 - 3     | Limón FC              | 11 de diciembre de 2016 | Cancha de Siquirres Centro       |
| Deportivo Louisiana     | 0 - 4     | Dep. Indiana Espinoza | 11 de diciembre de 2016 | Cancha de Louisiana, Siquirres   |
| ASD. El Cairo           | 0 - 2 (*) | La Francia FC         | 11 de diciembre de 2016 | Cancha de El Cairo, Siquirres    |
| B-Line FC               | Libre     |                       | 11 de diciembre de 2016 |                                  |

| Deportivo Siquirres     | 6 - 1     | ASD. El Cairo       | 31 de enero de 2017 | Cancha de Siquirres Centro      |
| Limón FC                | 3 - 1     | AD. Alianza Pococí  | 8 de enero de 2017  | Estadio Juan Gobán, Limón       |
| Dep. Indiana Espinoza   | 0 - 4     | B-Line FC           | 8 de enero de 2017  | Cancha Indiana Tres, Siquirres  |
| La Francia FC           | 0 - 2 (*) | Deportivo Louisiana | 8 de enero de 2017  | Cancha de La Francia, Siquirres |
| AD. Fútbol de Siquirres | Libre     |                     | 8 de enero de 2017  |                                 |

| AD. Alianza Pococí    | 0 - 1     | AD. Fútbol de Siquirres | 15 de enero de 2017 | Cancha La Colonia, Pococí      |
| ASD. El Cairo         | 2 - 6     | Limón FC                | 15 de enero de 2017 | Cancha de El Cairo, Siquirres  |
| Deportivo Louisiana   | 3 - 4     | Deportivo Siquirres     | 15 de enero de 2017 | Cancha de Louisiana, Siquirres |
| B-Line FC             | 2 - 0 (*) | La Francia FC           | 15 de enero de 2017 | Cancha de B-Line, Matina       |
| Dep. Indiana Espinoza | Libre     |                         | 15 de enero de 2017 |                                |

| AD. Fútbol de Siquirres | 3 - 3     | ASD. El Cairo         | 22 de enero de 2017 | Cancha de Siquirres Centro      |
| La Francia FC           | 0 - 2 (*) | Dep. Indiana Espinoza | 22 de enero de 2017 | Cancha de La Francia, Siquirres |
| Deportivo Siquirres     | 0 - 5     | B-Line FC             | 22 de enero de 2017 | Cancha de Siquirres Centro      |
| Limón FC                | 3 - 0     | Deportivo Louisiana   | 22 de enero de 2017 | Estadio Juan Gobán, Limón       |
| AD. Alianza Pococí      | Libre     |                       | 22 de enero de 2017 |                                 |

#### Grupo G:Puntarenas
|  |    | Equipo                | PJ | G | E | P | GF | GC | Dif | Pts |
|  | -- | --------------------- | -- | - | - | - | -- | -- | --- | --- |
|  | 1. | Municipal Paquera     | 10 | 7 | 1 | 2 | 25 | 14 | +11 | 22  |
|  | 2. | AD Golfito Zona Sur   | 10 | 6 | 2 | 2 | 15 | 11 | +4  | 20  |
|  | 3. | Municipal Quepos      | 10 | 5 | 0 | 5 | 26 | 16 | +10 | 15  |
|  | 4. | Chomes FC             | 10 | 5 | 0 | 5 | 20 | 16 | +4  | 15  |
|  | 5. | La Makina FC Pezeteña | 10 | 4 | 1 | 5 | 17 | 21 | -4  | 13  |
|  | 6. | AD. La Virgen del Sur | 10 | 1 | 0 | 9 | 7  | 31 | -24 | 3   |

| Municipal Paquera     | 4 - 2 | Municipal Quepos     | 23 de octubre de 2016 | Estadio Municipal de Paquera |
| AD. La Virgen del Sur | 0 - 1 | AD. Golfito Zona Sur | 23 de octubre de 2016 | Cancha Conte de Pavones      |
| La Makina FC Pezeteña | 0 - 5 | Chomes FC            | 23 de octubre de 2016 | Cancha de San Isidro, PZ     |

| Municipal Quepos     | 0 - 1 | La Makina FC Pezeteña | 30 de octubre de 2016 | Cancha de Rancho Grande, Quepos |
| AD. Golfito Zona Sur | 2 - 2 | Municipal Paquera     | 30 de octubre de 2016 | Estadio Fortunato Atencio       |
| Chomes FC            | 1 - 0 | AD. La Virgen del Sur | 30 de octubre de 2016 | Cancha de Chomes, Puntarenas    |

| Municipal Paquera     | 2 - 0 | AD. La Virgen del Sur | 6 de noviembre de 2016 | Estadio Municipal de Paquera    |
| Municipal Quepos      | 2 - 1 | Chomes FC             | 6 de noviembre de 2016 | Cancha de Rancho Grande, Quepos |
| La Makina FC Pezeteña | 2 - 2 | AD. Golfito Zona Sur  | 6 de noviembre de 2016 | Cancha de San Isidro, PZ        |

| AD. La Virgen del Sur | 1 - 4 | Municipal Quepos  | 13 de noviembre de 2016 | Cancha Conte de Pavones   |
| La Makina FC Pezeteña | 4 - 2 | Municipal Paquera | 13 de noviembre de 2016 | Cancha de San Isidro, PZ  |
| AD. Golfito Zona Sur  | 2 - 1 | Chomes FC         | 13 de noviembre de 2016 | Estadio Fortunato Atencio |

| AD. La Virgen del Sur | 2 - 3 | La Makina FC Pezeteña | 18 de diciembre de 2016 | Cancha Conte de Pavones      |
| AD. Golfito Zona Sur  | 2 - 1 | Municipal Quepos      | 18 de diciembre de 2016 | Estadio Fortunato Atencio    |
| Chomes FC             | 1 - 5 | Municipal Paquera     | 20 de noviembre de 2016 | Cancha de Chomes, Puntarenas |

| Municipal Quepos     | 2 - 3 | Municipal Paquera     | 4 de diciembre de 2016 | Cancha de Rancho Grande, Quepos |
| AD. Golfito Zona Sur | 3 - 0 | AD. La Virgen del Sur | 4 de diciembre de 2016 | Estadio Fortunato Atencio       |
| Chomes FC            | 2 - 1 | La Makina FC Pezeteña | 4 de diciembre de 2016 | Cancha de Chomes, Puntarenas    |

| La Makina FC Pezeteña | 1 - 4 | Municipal Quepos     | 11 de diciembre de 2016 | Cancha de San Isidro, PZ     |
| Municipal Paquera     | 1 - 0 | AD. Golfito Zona Sur | 11 de diciembre de 2016 | Estadio Municipal de Paquera |
| AD. La Virgen del Sur | 2 - 1 | Chomes FC            | 11 de diciembre de 2016 | Cancha Conte de Pavones      |

| AD. La Virgen del Sur | 0 - 4 | Municipal Paquera     | 8 de enero de 2017 | Cancha Conte de Pavones      |
| Chomes FC             | 2 - 3 | Municipal Quepos      | 8 de enero de 2017 | Cancha de Chomes, Puntarenas |
| AD. Golfito Zona Sur  | 1 - 0 | La Makina FC Pezeteña | 8 de enero de 2017 | Estadio Fortunato Atencio    |

| Municipal Quepos  | 8 - 0 | AD. La Virgen del Sur | 15 de enero de 2017 | Cancha de Rancho Grande, Quepos |
| Municipal Paquera | 2 - 1 | La Makina FC Pezeteña | 15 de enero de 2017 | Estadio Municipal de Paquera    |
| Chomes FC         | 4 - 1 | AD. Golfito Zona Sur  | 15 de enero de 2017 | Cancha de Chomes, Puntarenas    |

| La Makina FC Pezeteña | 4 - 2 | AD. La Virgen del Sur | 22 de enero de 2017 | Cancha de San Isidro, PZ        |
| Municipal Quepos      | 0 - 1 | AD. Golfito Zona Sur  | 22 de enero de 2017 | Cancha de Rancho Grande, Quepos |
| Municipal Paquera     | 0 - 2 | Chomes FC             | 22 de enero de 2017 | Estadio Municipal de Paquera    |

#### Grupo H:Guanacaste
|  |    | Equipo              | PJ | G | E | P  | GF | GC | Dif | Pts |
|  | -- | ------------------- | -- | - | - | -- | -- | -- | --- | --- |
|  | 1. | Deportivo Nimboyore | 14 | 6 | 6 | 2  | 24 | 18 | +6  | 24  |
|  | 2. | Atlético Coco       | 14 | 5 | 8 | 1  | 24 | 15 | +9  | 23  |
|  | 3. | Deportivo Upala FC  | 14 | 6 | 5 | 3  | 27 | 18 | +9  | 23  |
|  | 4. | Hojancheña FC       | 14 | 6 | 4 | 4  | 28 | 26 | +2  | 22  |
|  | 5. | AD. Isla Venado     | 14 | 5 | 5 | 4  | 33 | 29 | +4  | 20  |
|  | 6. | AD Cuajiniquil      | 14 | 5 | 1 | 8  | 19 | 25 | -6  | 16  |
|  | 7. | Municipal Nandayure | 14 | 4 | 2 | 8  | 19 | 25 | -6  | 14  |
|  | 8. | AD. Fortuna FC      | 14 | 3 | 1 | 10 | 22 | 41 | -19 | 10  |

| Deportivo Nimboyore | 0 - 0 | Atlético Coco       | 25 de setiembre de 2016 | Cancha Porte Golpe, Nicoya       |
| AD. Fortuna FC      | 2 - 5 | Municipal Nandayure | 25 de setiembre de 2016 | Cancha Fortuna, Bagaces          |
| Deportivo Upala FC  | 2 - 1 | AD. Isla Venado     | 25 de setiembre de 2016 | Cancha Colonia Puntarenas, Upala |
| AD. Cuajiniquil     | 3 - 2 | Hojancheña FC       | 25 de setiembre de 2016 | Cancha de Cuajiniquil, La Cruz   |

| Atlético Coco       | 3 - 1 | AD. Cuajiniquil    | 2 de octubre de 2016 | Cancha Playas del Coco         |
| Hojancheña FC       | 1 - 1 | AD. Fortuna FC     | 2 de octubre de 2016 | Cancha La Gran Vía, Hojancha   |
| Municipal Nandayure | 1 - 1 | AD. Isla Venado    | 2 de octubre de 2016 | Estadio Municipal de Nandayure |
| Deportivo Nimboyore | 1 - 1 | Deportivo Upala FC | 2 de octubre de 2016 | Cancha Porte Golpe, Nicoya     |

| AD. Isla Venado    | 6 - 4 | Hojancheña FC       | 9 de octubre de 2016 | Cancha La Florida                |
| AD. Fortuna FC     | 2 - 6 | Atlético Coco       | 9 de octubre de 2016 | Cancha Fortuna, Bagaces          |
| Deportivo Upala FC | 1 - 0 | Municipal Nandayure | 9 de octubre de 2016 | Cancha Colonia Puntarenas, Upala |
| AD. Cuajiniquil    | 2 - 1 | Deportivo Nimboyore | 9 de octubre de 2016 | Cancha de Cuajiniquil, La Cruz   |

| Hojancheña FC       | 1 - 0 | Municipal Nandayure | 16 de octubre de 2016 | Cancha La Gran Vía, Hojancha   |
| Atlético Coco       | 2 - 2 | AD. Isla Venado     | 16 de octubre de 2016 | Cancha Playas del Coco         |
| AD. Cuajiniquil     | 2 - 1 | Deportivo Upala FC  | 16 de octubre de 2016 | Cancha de Cuajiniquil, La Cruz |
| Deportivo Nimboyore | 3 - 2 | AD. Fortuna FC      | 16 de octubre de 2016 | Cancha Porte Golpe, Nicoya     |

| Municipal Nandayure | 0 - 2 | Atlético Coco       | 23 de octubre de 2016 | Estadio Municipal de Nandayure   |
| AD. Isla Venado     | 1 - 2 | Deportivo Nimboyore | 23 de octubre de 2016 | Cancha La Florida                |
| AD. Cuajiniquil     | 0 - 1 | AD. Fortuna FC      | 23 de octubre de 2016 | Cancha de Cuajiniquil, La Cruz   |
| Deportivo Upala FC  | 2 - 2 | Hojancheña FC       | 23 de octubre de 2016 | Cancha Colonia Puntarenas, Upala |

| AD. Cuajiniquil     | 1 - 3     | AD. Isla Venado     | 30 de octubre de 2016 | Cancha de Cuajiniquil, La Cruz |
| Deportivo Nimboyore | 3 - 0     | Municipal Nandayure | 30 de octubre de 2016 | Cancha Porte Golpe, Nicoya     |
| Atlético Coco       | 0 - 1     | Hojancheña FC       | 30 de octubre de 2016 | Cancha Playas del Coco         |
| AD. Fortuna FC      | 0 - 2 (*) | Deportivo Upala FC  | 30 de octubre de 2016 | Cancha de Guayabo, Bagaces     |

| Deportivo Upala FC  | 0 - 1 | Atlético Coco       | 6 de noviembre de 2016 | Cancha Colonia Puntarenas, Upala |
| Hojancheña FC       | 2 - 2 | Deportivo Nimboyore | 6 de noviembre de 2016 | Cancha La Gran Vía, Hojancha     |
| AD. Isla Venado     | 4 - 3 | AD. Fortuna FC      | 6 de noviembre de 2016 | Cancha La Florida                |
| Municipal Nandayure | 0 - 2 | AD. Cuajiniquil     | 6 de noviembre de 2016 | Estadio Municipal de Nandayure   |

| Atlético Coco       | 0 - 0 | Deportivo Nimboyore | 13 de noviembre de 2016 | Cancha Playas del Coco         |
| Municipal Nandayure | 4 - 1 | AD. Fortuna FC      | 13 de noviembre de 2016 | Estadio Municipal de Nandayure |
| AD. Isla Venado     | 1 - 1 | Deportivo Upala FC  | 13 de noviembre de 2016 | Cancha La Florida              |
| Hojancheña FC       | 1 - 0 | AD. Cuajiniquil     | 13 de noviembre de 2016 | Cancha La Gran Vía, Hojancha   |

| AD. Cuajiniquil    | 2 - 2 | Atlético Coco       | 20 de noviembre de 2016 | Cancha de Cuajiniquil, La Cruz |
| AD. Fortuna FC     | 4 - 2 | Hojancheña FC       | 20 de noviembre de 2016 | Cancha Fortuna, Bagaces        |
| AD. Isla Venado    | 4 - 2 | Municipal Nandayure | 20 de noviembre de 2016 | Cancha La Florida              |
| Deportivo Upala FC | 3 - 3 | Deportivo Nimboyore | 20 de noviembre de 2016 | Cancha Llano Azul, Upala       |

| Hojancheña FC       | 4 - 2 | AD. Isla Venado    | 4 de diciembre de 2016 | Cancha La Gran Vía, Hojancha   |
| Atlético Coco       | 4 - 3 | AD. Fortuna FC     | 4 de diciembre de 2016 | Cancha Playas del Coco         |
| Municipal Nandayure | 1 - 3 | Deportivo Upala FC | 4 de diciembre de 2016 | Estadio Municipal de Nandayure |
| Deportivo Nimboyore | 1 - 0 | AD. Cuajiniquil    | 4 de diciembre de 2016 | Cancha Porte Golpe, Nicoya     |

| Municipal Nandayure | 1 - 3 | Hojancheña FC       | 11 de diciembre de 2016 | Estadio Municipal de Nandayure   |
| AD. Isla Venado     | 1 - 1 | Atlético Coco       | 11 de diciembre de 2016 | Cancha La Florida                |
| Deportivo Upala FC  | 3 - 1 | AD. Cuajiniquil     | 11 de diciembre de 2016 | Cancha Colonia Puntarenas, Upala |
| AD. Fortuna FC      | 1 - 3 | Deportivo Nimboyore | 11 de diciembre de 2016 | Cancha Fortuna, Bagaces          |

| Atlético Coco       | 1 - 1     | Municipal Nandayure | 8 de enero de 2017 | Cancha Playas del Coco       |
| Deportivo Nimboyore | 2 - 2     | AD. Isla Venado     | 8 de enero de 2017 | Cancha Porte Golpe, Nicoya   |
| AD. Fortuna FC      | 0 - 2 (*) | AD. Cuajiniquil     | 8 de enero de 2017 | Cancha Fortuna, Bagaces      |
| Hojancheña FC       | 3 - 2     | Deportivo Upala FC  | 8 de enero de 2017 | Cancha La Gran Vía, Hojancha |

| AD. Isla Venado     | 5 - 3 | AD. Cuajiniquil     | 15 de enero de 2017 | Cancha La Florida                |
| Municipal Nandayure | 2 - 1 | Deportivo Nimboyore | 15 de enero de 2017 | Estadio Municipal de Nandayure   |
| Hojancheña FC       | 1 - 1 | Atlético Coco       | 15 de enero de 2017 | Cancha La Gran Vía, Hojancha     |
| Deportivo Upala FC  | 5 - 1 | AD. Fortuna FC      | 15 de enero de 2017 | Cancha Colonia Puntarenas, Upala |

| Atlético Coco       | 1 - 1 | Deportivo Upala FC  | 22 de enero de 2017 | Cancha Playas del Coco         |
| Deportivo Nimboyore | 2 - 1 | Hojancheña FC       | 22 de enero de 2017 | Cancha Porte Golpe, Nicoya     |
| AD. Fortuna FC      | 1 - 0 | AD. Isla Venado     | 22 de enero de 2017 | Cancha Fortuna, Bagaces        |
| AD. Cuajiniquil     | 0 - 2 | Municipal Nandayure | 22 de enero de 2017 | Cancha de Cuajiniquil, La Cruz |

### Segunda Fase: Cuadrangulares

#### Cuadrangular Uno
|  |    | Equipo            | PJ | G | E | P | GF | GC | Dif | Pts |
|  | -- | ----------------- | -- | - | - | - | -- | -- | --- | --- |
|  | 1. | AD. Sarchí        | 6  | 4 | 0 | 2 | 12 | 9  | +3  | 12  |
|  | 2. | ADR Esparza       | 6  | 4 | 0 | 2 | 9  | 7  | +2  | 12  |
|  | 3. | AF Lankester 1943 | 6  | 3 | 1 | 2 | 15 | 6  | +9  | 10  |
|  | 4. | AD Tirrases       | 6  | 0 | 1 | 5 | 3  | 17 | -14 | 1   |

| AF Lankester 1943 | 1 - 0 | ADR Esparza | 29 de enero de 2017 | Cancha de Dulce Nombre, Cartago |
| AD Tirrases       | 0 - 1 | AD. Sarchí  | 29 de enero de 2017 | Cancha de Cipreses, Curridabat  |

| ADR Esparza | 4 - 1 | AD Tirrases       | 5 de febrero de 2017 | Cancha ANIKSE, San Rafael de Esparza |
| AD. Sarchí  | 2 - 1 | AF Lankester 1943 | 5 de febrero de 2017 | Estadio Eliécer Pérez Conejo         |

| ADR Esparza | 3 - 2 | AD. Sarchí        | 12 de febrero de 2017 | Cancha ANIKSE, San Rafael de Esparza |
| AD Tirrases | 1 - 1 | AF Lankester 1943 | 12 de febrero de 2017 | Cancha de Cipreses, Curridabat       |

| ADR Esparza | 1 - 0 | AF Lankester 1943 | 19 de febrero de 2017 | Cancha ANIKSE, San Rafael de Esparza |
| AD. Sarchí  | 2 - 1 | AD Tirrases       | 19 de febrero de 2017 | Estadio Eliécer Pérez Conejo         |

| AD Tirrases       | 0 - 1 | ADR Esparza | 26 de febrero de 2017 | Estadio Lito Monge              |
| AF Lankester 1943 | 4 - 2 | AD. Sarchí  | 26 de febrero de 2017 | Cancha de Dulce Nombre, Cartago |

| AD. Sarchí        | 3 - 0 | ADR Esparza | 5 de marzo de 2017 | Estadio Eliécer Pérez Conejo    |
| AF Lankester 1943 | 8 - 0 | AD Tirrases | 5 de marzo de 2017 | Cancha de Dulce Nombre, Cartago |

#### Cuadrangular Dos
|  |    | Equipo              | PJ | G | E | P | GF | GC | Dif | Pts |
|  | -- | ------------------- | -- | - | - | - | -- | -- | --- | --- |
|  | 1. | Municipal Santa Ana | 6  | 5 | 1 | 0 | 17 | 3  | +14 | 16  |
|  | 2. | UD Puriscal         | 6  | 2 | 2 | 2 | 7  | 9  | -2  | 8   |
|  | 3. | Limón FC            | 6  | 2 | 0 | 4 | 5  | 8  | -3  | 6   |
|  | 4. | B-Line. FC          | 6  | 1 | 1 | 4 | 6  | 15 | -7  | 4   |

| Municipal Santa Ana | 2 - 0 | Limón FC   | 29 de enero de 2017 | Estadio de Piedades, Sta Ana |
| UD Puriscal         | 2 - 1 | B-Line. FC | 29 de enero de 2017 | Estadio Luis Ángel Calderón  |

| Limón FC   | 1 - 0 | UD Puriscal         | 5 de febrero de 2017 | Estadio Juan Gobán, Limón |
| B-Line. FC | 0 - 2 | Municipal Santa Ana | 5 de febrero de 2017 | Cancha de B-Line, Matina  |

| Municipal Santa Ana | 4 - 1 | UD Puriscal | 12 de febrero de 2017 | Estadio de Piedades, Sta Ana |
| B-Line. FC          | 3 - 1 | Limón FC    | 12 de febrero de 2017 | Cancha de B-Line, Matina     |

| Limón FC   | 1 - 2 | Municipal Santa Ana | 19 de febrero de 2017 | Estadio Nuevo de Limón   |
| B-Line. FC | 2 - 2 | UD Puriscal         | 19 de febrero de 2017 | Cancha de B-Line, Matina |

| UD Puriscal         | 1 - 0 | Limón FC   | 26 de febrero de 2017 | Estadio Luis Ángel Calderón  |
| Municipal Santa Ana | 6 - 0 | B-Line. FC | 26 de febrero de 2017 | Estadio de Piedades, Sta Ana |

| UD Puriscal | 1 - 1 | Municipal Santa Ana | 5 de marzo de 2017 | Estadio Luis Ángel Calderón |
| Limón FC    | 2 - 0 | B-Line. FC          | 5 de marzo de 2017 | Estadio Nuevo de Limón      |

#### Cuadrangular Tres
|  |    | Equipo              | PJ | G | E | P | GF | GC | Dif | Pts |
|  | -- | ------------------- | -- | - | - | - | -- | -- | --- | --- |
|  | 1. | Chomes FC           | 6  | 3 | 2 | 1 | 14 | 9  | +5  | 11  |
|  | 2. | AD Santo Domingo    | 6  | 3 | 0 | 3 | 12 | 12 | 0   | 9   |
|  | 3. | AD Golfito Zona Sur | 6  | 2 | 2 | 2 | 9  | 10 | -1  | 8   |
|  | 4. | AD Barrealeña       | 6  | 1 | 2 | 3 | 4  | 8  | -4  | 5   |

| AD Santo Domingo | 4 - 2 | AD Golfito Zona Sur | 29 de enero de 2017 | Cancha Las Quebradas |
| AD Barrealeña    | 1 - 1 | Chomes FC           | 29 de enero de 2017 | Cancha La Incubadora |

| AD Golfito Zona Sur | 0 - 0 | AD Barrealeña    | 5 de febrero de 2017 | Estadio Fortunato Atencio    |
| Chomes FC           | 3 - 0 | AD Santo Domingo | 5 de febrero de 2017 | Cancha de Chomes, Puntarenas |

| AD Golfito Zona Sur | 3 - 3 | Chomes FC        | 12 de febrero de 2017 | Estadio Fortunato Atencio |
| AD Barrealeña       | 1 - 3 | AD Santo Domingo | 12 de febrero de 2017 | Cancha La Incubadora      |

| AD Golfito Zona Sur | 2 - 1 | AD Santo Domingo | 19 de febrero de 2017 | Estadio Fortunato Atencio    |
| Chomes FC           | 3 - 0 | AD Barrealeña    | 19 de febrero de 2017 | Cancha de Chomes, Puntarenas |

| AD Barrealeña    | 1 - 0 | AD Golfito Zona Sur | 26 de febrero de 2017 | Cancha La Incubadora |
| AD Santo Domingo | 2 - 3 | Chomes FC           | 26 de febrero de 2017 | Cancha Las Quebradas |

| Chomes FC        | 1 - 2 | AD Golfito Zona Sur | 5 de marzo de 2017 | Cancha de Chomes, Puntarenas |
| AD Santo Domingo | 2 - 1 | AD Barrealeña       | 5 de marzo de 2017 | Cancha Las Quebradas         |

#### Cuadrangular Cuatro
|  |    | Equipo              | PJ | G | E | P | GF | GC | Dif | Pts |
|  | -- | ------------------- | -- | - | - | - | -- | -- | --- | --- |
|  | 1. | Hojancheña FC       | 6  | 4 | 1 | 1 | 10 | 4  | +6  | 13  |
|  | 2. | AD San Rafael Abajo | 6  | 3 | 1 | 2 | 7  | 7  | 0   | 10  |
|  | 3. | Atlético Coco       | 6  | 3 | 0 | 3 | 11 | 11 | 0   | 9   |
|  | 4. | AD Valencia         | 6  | 1 | 0 | 5 | 9  | 15 | -6  | 3   |

| Atlético Coco | 0 - 2 | Hojancheña FC       | 29 de enero de 2017 | Cancha Playas del Coco |
| AD Valencia   | 3 - 1 | AD San Rafael Abajo | 29 de enero de 2017 | Estadio Lito Monge     |

| AD San Rafael Abajo | 2 - 0 | Atlético Coco | 5 de febrero de 2017 | Cancha de Desamparados Centro |
| Hojancheña FC       | 1 - 0 | AD Valencia   | 5 de febrero de 2017 | Cancha La Gran Vía, Hojancha  |

| Atlético Coco       | 3 - 2 | AD Valencia   | 12 de febrero de 2017 | Cancha Playas del Coco     |
| AD San Rafael Abajo | 0 - 0 | Hojancheña FC | 12 de febrero de 2017 | Estadio ST. Center, Aserrí |

| Hojancheña FC       | 2 - 0 | Atlético Coco | 19 de febrero de 2017 | Cancha La Gran Vía, Hojancha |
| AD San Rafael Abajo | 1 - 0 | AD Valencia   | 19 de febrero de 2017 | Estadio ST. Center, Aserrí   |

| Atlético Coco | 3 - 1 | AD San Rafael Abajo | 26 de febrero de 2017 | Cancha Playas del Coco |
| AD Valencia   | 2 - 4 | Hojancheña FC       | 26 de febrero de 2017 | Estadio Lito Monge     |

| AD Valencia   | 2 - 5 | Atlético Coco       | 5 de marzo de 2017 | Estadio Lito Monge           |
| Hojancheña FC | 1 - 2 | AD San Rafael Abajo | 5 de marzo de 2017 | Cancha La Gran Vía, Hojancha |

#### Cuadrangular Cinco
|  |    | Equipo               | PJ | G | E | P | GF | GC | Dif | Pts |
|  | -- | -------------------- | -- | - | - | - | -- | -- | --- | --- |
|  | 1. | Selección de Canoas  | 6  | 3 | 1 | 2 | 18 | 11 | +7  | 10  |
|  | 2. | Municipal Guarco (*) | 6  | 3 | 1 | 2 | 12 | 11 | +1  | 10  |
|  | 3. | Real Atenas (*)      | 6  | 3 | 1 | 2 | 13 | 10 | +3  | 10  |
|  | 4. | AD. Conce La Unión   | 6  | 1 | 1 | 4 | 4  | 15 | -11 | 4   |

(*) Clasifica el Municipal Guarco ya que tuvo mejores resultados en sus duelos particulares contra el Real Atenas
| Selección de Canoas | 3 - 0 | AD. Conce La Unión | 29 de enero de 2017 | Cancha Los Cibeles         |
| Municipal Guarco    | 3 - 0 | Real Atenas        | 29 de enero de 2017 | Cancha de Tejar del Guarco |

| Real Atenas        | 2 - 2 | Selección de Canoas | 5 de febrero de 2017 | Estadio Municipal de Atenas |
| AD. Conce La Unión | 1 - 4 | Municipal Guarco    | 5 de febrero de 2017 | Cancha "Chizeta" Rojas      |

| Municipal Guarco   | 1 - 0 | Selección de Canoas | 12 de febrero de 2017 | Cancha de Tejar del Guarco |
| AD. Conce La Unión | 0 - 4 | Real Atenas         | 12 de febrero de 2017 | Cancha "Chizeta" Rojas     |

| AD. Conce La Unión | 2 - 1 | Selección de Canoas | 19 de febrero de 2017 | Cancha "Chizeta" Rojas      |
| Real Atenas        | 2 - 0 | Municipal Guarco    | 19 de febrero de 2017 | Estadio Municipal de Atenas |

| Selección de Canoas | 5 - 3 | Real Atenas        | 26 de febrero de 2017 | Cancha de Canoas, Alajuela |
| Municipal Guarco    | 1 - 1 | AD. Conce La Unión | 26 de febrero de 2017 | Cancha de Tejar del Guarco |

| Selección de Canoas | 7 - 3 | Municipal Guarco   | 5 de marzo de 2017 | Cancha Los Cibeles          |
| Real Atenas         | 2 - 0 | AD. Conce La Unión | 5 de marzo de 2017 | Estadio Municipal de Atenas |

#### Cuadrangular Seis
|  |    | Equipo                  | PJ | G | E | P | GF | GC | Dif | Pts |
|  | -- | ----------------------- | -- | - | - | - | -- | -- | --- | --- |
|  | 1. | AD. Fútbol de Siquirres | 6  | 4 | 1 | 1 | 13 | 6  | +7  | 13  |
|  | 2. | DRG. Pavas              | 6  | 2 | 2 | 2 | 9  | 10 | -1  | 8   |
|  | 3. | AD. Alianza Pococí FC   | 6  | 2 | 1 | 3 | 9  | 8  | +1  | 7   |
|  | 4. | AD. Sagrada Familia     | 6  | 1 | 2 | 3 | 9  | 16 | -7  | 5   |

| AD. Alianza Pococí | 1 - 2 | AD. Fútbol de Siquirres | 29 de enero de 2017 | Cancha La Colonia, Pococí      |
| DRG. Pavas         | 3 - 3 | AD. Sagrada Familia     | 29 de enero de 2017 | Estadio Moreno Cartín, Bº Cuba |

| AD. Fútbol de Siquirres | 2 - 0 | DRG. Pavas         | 5 de febrero de 2017 | Cancha de Siquirres Centro     |
| AD. Sagrada Familia     | 1 - 1 | AD. Alianza Pococí | 5 de febrero de 2017 | Estadio Moreno Cartín, Bº Cuba |

| AD. Fútbol de Siquirres | 4 - 1 | AD. Sagrada Familia | 12 de febrero de 2017 | Cancha de La Francia, Siquirres |
| DRG. Pavas              | 1 - 0 | AD. Alianza Pococí  | 12 de febrero de 2017 | Estadio Moreno Cartín, Bº Cuba  |

| AD. Fútbol de Siquirres | 2 - 0 | AD. Alianza Pococí | 19 de febrero de 2017 | Cancha de La Francia, Siquirres |
| AD. Sagrada Familia     | 1 - 2 | DRG. Pavas         | 19 de febrero de 2017 | Cancha de Hatillo 4             |

| DRG. Pavas         | 2 - 2 | AD. Fútbol de Siquirres | 26 de febrero de 2017 | Estadio Moreno Cartín, Bº Cuba |
| AD. Alianza Pococí | 5 - 1 | AD. Sagrada Familia     | 26 de febrero de 2017 | Cancha La Colonia, Pococí      |

| AD. Sagrada Familia | 2 - 1 | AD. Fútbol de Siquirres | 5 de marzo de 2017 | Estadio Moreno Cartín, Bº Cuba |
| AD. Alianza Pococí  | 2 - 1 | DRG. Pavas              | 5 de marzo de 2017 | Cancha La Colonia, Pococí      |

#### Cuadrangular Siete
|  |    | Equipo                      | PJ | G | E | P | GF | GC | Dif | Pts |
|  | -- | --------------------------- | -- | - | - | - | -- | -- | --- | --- |
|  | 1. | AD San Pablo Chirripó       | 6  | 5 | 0 | 1 | 13 | 6  | +7  | 15  |
|  | 2. | Fusión Pto. Viejo Sarapiquí | 6  | 4 | 0 | 2 | 13 | 14 | -1  | 12  |
|  | 3. | Municipal Paquera           | 6  | 3 | 0 | 3 | 16 | 11 | +5  | 9   |
|  | 4. | Municipal Quepos            | 6  | 0 | 0 | 6 | 4  | 16 | -12 | 0   |

| AD San Pablo Chirripó       | 3 - 2 | Municipal Paquera | 29 de enero de 2017 | Cancha Los Expresidentes     |
| Fusión Pto. Viejo Sarapiquí | 2 - 0 | Municipal Quepos  | 29 de enero de 2017 | Estadio La Virgen, Sarapiquí |

| Municipal Paquera | 5 - 1 | Fusión Pto. Viejo Sarapiquí | 5 de febrero de 2017 | Estadio Municipal de Paquera    |
| Municipal Quepos  | 0 - 2 | AD San Pablo Chirripó       | 5 de febrero de 2017 | Cancha de Rancho Grande, Quepos |

| AD San Pablo Chirripó | 2 - 1 | Fusión Pto. Viejo Sarapiquí | 12 de febrero de 2017 | Cancha Los Expresidentes |
| Municipal Quepos      | 0 - 3 | Municipal Paquera           | 12 de febrero de 2017 | Cancha de Damas, Quepos  |

| Municipal Paquera | 2 - 4 | AD San Pablo Chirripó       | 19 de febrero de 2017 | Estadio Municipal de Paquera |
| Municipal Quepos  | 4 - 5 | Fusión Pto. Viejo Sarapiquí | 19 de febrero de 2017 | Cancha de Damas, Quepos      |

| Fusión Pto. Viejo Sarapiquí | 3 - 2 | Municipal Paquera | 26 de febrero de 2017 | Estadio La Virgen, Sarapiquí |
| AD San Pablo Chirripó       | 2 - 0 | Municipal Quepos  | 26 de febrero de 2017 | Cancha Los Expresidentes     |

| Fusión Pto. Viejo Sarapiquí | 1 - 0     | AD San Pablo Chirripó | 5 de marzo de 2017 | Estadio La Virgen, Sarapiquí |
| Municipal Paquera           | 2 - 0 (*) | Municipal Quepos      | 5 de marzo de 2017 | Estadio Municipal de Paquera |

#### Cuadrangular Ocho
|  |    | Equipo               | PJ | G | E | P | GF | GC | Dif | Pts |
|  | -- | -------------------- | -- | - | - | - | -- | -- | --- | --- |
|  | 1. | Deportivo Upala FC   | 6  | 4 | 2 | 0 | 16 | 10 | +6  | 14  |
|  | 2. | Deportivo Nimboyore  | 6  | 2 | 3 | 1 | 9  | 7  | +2  | 9   |
|  | 3. | CCDR. Montes de Oca  | 6  | 3 | 0 | 3 | 11 | 10 | +1  | 9   |
|  | 4. | AD Desamparadeña (*) | 6  | 0 | 1 | 5 | 3  | 12 | -9  | 1   |

(*): Sancionado por incomparecencia en un partido
| Deportivo Upala FC  | 3 - 1 | AD Desamparadeña    | 29 de enero de 2017 | Cancha Colonia Puntarenas, Upala |
| CCDR. Montes de Oca | 1 - 2 | Deportivo Nimboyore | 29 de enero de 2017 | Estadio de Sabanilla             |

| Deportivo Nimboyore | 2 - 2     | Deportivo Upala FC  | 5 de febrero de 2017 | Cancha Porte Golpe, Nicoya    |
| AD Desamparadeña    | 0 - 2 (*) | CCDR. Montes de Oca | 5 de febrero de 2017 | Cancha de Desamparados Centro |

| CCDR. Montes de Oca | 3 - 4 | Deportivo Upala FC  | 12 de febrero de 2017 | Estadio de Sabanilla              |
| AD Desamparadeña    | 0 - 0 | Deportivo Nimboyore | 12 de febrero de 2017 | Estadio San Antonio, Desamparados |

| AD Desamparadeña    | 1 - 3 | Deportivo Upala FC  | 29 de febrero de 2017 | Estadio Cuty Monge, Desamparados |
| Deportivo Nimboyore | 1 - 2 | CCDR. Montes de Oca | 29 de febrero de 2017 | Cancha Porte Golpe, Nicoya       |

| Deportivo Upala FC  | 2 - 2 | Deportivo Nimboyore | 26 de febrero de 2017 | Cancha Colonia Puntarenas, Upala |
| CCDR. Montes de Oca | 2 - 1 | AD Desamparadeña    | 26 de febrero de 2017 | Estadio de Sabanilla             |

| Deportivo Upala FC  | 2 - 1 | CCDR. Montes de Oca | 5 de marzo de 2017 | Cancha Colonia Puntarenas, Upala |
| Deportivo Nimboyore | 2 - 0 | AD Desamparadeña    | 5 de marzo de 2017 | Cancha Porte Golpe, Nicoya       |

### Rondas Finales
|  | Octavos de Final (III Fase) | Octavos de Final (III Fase) | Octavos de Final (III Fase) | Octavos de Final (III Fase) |         |                  | Cuartos de Final (IV Fase) | Cuartos de Final (IV Fase) | Cuartos de Final (IV Fase) | Cuartos de Final (IV Fase) |  |                | Semifinales (V Fase) | Semifinales (V Fase) | Semifinales (V Fase) | Semifinales (V Fase) |                  |   | Final (VI Fase) | Final (VI Fase) | Final (VI Fase) | Final (VI Fase) |
|  |                             |                             |                             |                             |         |                  |                            |                            |                            |                            |  |                |                      |                      |                      |                      |                  |   |                 |                 |                 |                 |
|  | AD. Sarchí                  | 2                           | 4                           | '6'                         |         |                  |                            |                            |                            |                            |  |                |                      |                      |                      |                      |                  |   |                 |                 |                 |                 |
|  | UD Puriscal                 | 1                           | 1                           | '2'                         |         |                  |                            |                            |                            |                            |  |                |                      |                      |                      |                      |                  |   |                 |                 |                 |                 |
|  | UD Puriscal                 | 1                           | 1                           | '2'                         |         | AD. Sarchí       | 1                          | 3                          | '4'                        |                            |  |                |                      |                      |                      |                      |                  |   |                 |                 |                 |                 |
|  |                             |                             |                             |                             |         | AD. Sarchí       | 1                          | 3                          | '4'                        |                            |  |                |                      |                      |                      |                      |                  |   |                 |                 |                 |                 |
|  |                             | DRG. Pavas                  | 2                           | 1                           | '3'     |                  |                            |                            |                            |                            |  |                |                      |                      |                      |                      |                  |   |                 |                 |                 |                 |
|  | Selec. de Canoas            | DRG. Pavas                  | 2                           | 1                           | '3'     | 1                | 1                          | '2'                        |                            |                            |  |                |                      |                      |                      |                      |                  |   |                 |                 |                 |                 |
|  | Selec. de Canoas            |                             |                             |                             |         | 1                | 1                          | '2'                        |                            |                            |  |                |                      |                      |                      |                      |                  |   |                 |                 |                 |                 |
|  | DRG. Pavas                  | 1                           | 3                           | '4'                         |         |                  |                            |                            |                            |                            |  |                |                      |                      |                      |                      |                  |   |                 |                 |                 |                 |
|  | DRG. Pavas                  | 1                           | 3                           | '4'                         |         |                  |                            |                            |                            |                            |  | AD. Sarchí     | 1                    | 0                    | '1'                  |                      |                  |   |                 |                 |                 |                 |
|  |                             |                             |                             |                             |         |                  |                            |                            |                            |                            |  | AD. Sarchí     | 1                    | 0                    | '1'                  |                      |                  |   |                 |                 |                 |                 |
|  |                             | San Rafael Abajo            | 0                           | 3                           | '3'     |                  |                            |                            |                            |                            |  |                |                      |                      |                      |                      |                  |   |                 |                 |                 |                 |
|  | Chomes FC                   | San Rafael Abajo            | 0                           | 3                           | '3'     | 1                | 1                          | '2' (1)                    |                            |                            |  |                |                      |                      |                      |                      |                  |   |                 |                 |                 |                 |
|  | Chomes FC                   |                             |                             |                             |         | 1                | 1                          | '2' (1)                    |                            |                            |  |                |                      |                      |                      |                      |                  |   |                 |                 |                 |                 |
|  | San Rafael Abajo            | 1                           | 1                           | '2' (2)                     |         |                  |                            |                            |                            |                            |  |                |                      |                      |                      |                      |                  |   |                 |                 |                 |                 |
|  | San Rafael Abajo            | 1                           | 1                           | '2' (2)                     |         | San Rafael Abajo | 0                          | 1                          | '1' (4)                    |                            |  |                |                      |                      |                      |                      |                  |   |                 |                 |                 |                 |
|  |                             |                             |                             |                             |         | San Rafael Abajo | 0                          | 1                          | '1' (4)                    |                            |  |                |                      |                      |                      |                      |                  |   |                 |                 |                 |                 |
|  |                             | Dep. Nimboyore              | 0                           | 1                           | '1' (2) |                  |                            |                            |                            |                            |  |                |                      |                      |                      |                      |                  |   |                 |                 |                 |                 |
|  | San Pablo Chirripó          | Dep. Nimboyore              | 0                           | 1                           | '1' (2) | 2                | 1                          | '3' (2)                    |                            |                            |  |                |                      |                      |                      |                      |                  |   |                 |                 |                 |                 |
|  | San Pablo Chirripó          |                             |                             |                             |         | 2                | 1                          | '3' (2)                    |                            |                            |  |                |                      |                      |                      |                      |                  |   |                 |                 |                 |                 |
|  | Dep. Nimboyore              | 2                           | 1                           | '3' (4)                     |         |                  |                            |                            |                            |                            |  |                |                      |                      |                      |                      |                  |   |                 |                 |                 |                 |
|  | Dep. Nimboyore              | 2                           | 1                           | '3' (4)                     |         |                  |                            |                            |                            |                            |  |                |                      |                      |                      |                      | San Rafael Abajo | 2 | 0               | '2'             |                 |                 |
|  |                             |                             |                             |                             |         |                  |                            |                            |                            |                            |  |                |                      |                      |                      |                      |                  | 2 | 0               | '2'             |                 |                 |
|  |                             | Mpal Santa Ana              | 4                           | 2                           | '6'     |                  |                            |                            |                            |                            |  |                |                      |                      |                      |                      |                  |   |                 |                 |                 |                 |
|  | Mpal Santa Ana              | Mpal Santa Ana              | 4                           | 2                           | '6'     | 2                | 3                          | '5'                        |                            |                            |  |                |                      |                      |                      |                      |                  |   |                 |                 |                 |                 |
|  | Mpal Santa Ana              |                             |                             |                             |         | 2                | 3                          | '5'                        |                            |                            |  |                |                      |                      |                      |                      |                  |   |                 |                 |                 |                 |
|  | ADR Esparza                 | 1                           | 0                           | '1'                         |         |                  |                            |                            |                            |                            |  |                |                      |                      |                      |                      |                  |   |                 |                 |                 |                 |
|  | ADR Esparza                 | 1                           | 0                           | '1'                         |         | Mpal Santa Ana   | 0                          | 0                          | '0' (5)                    |                            |  |                |                      |                      |                      |                      |                  |   |                 |                 |                 |                 |
|  |                             |                             |                             |                             |         | Mpal Santa Ana   | 0                          | 0                          | '0' (5)                    |                            |  |                |                      |                      |                      |                      |                  |   |                 |                 |                 |                 |
|  |                             | ADF Siquirres               | 0                           | 0                           | '0' (4) |                  |                            |                            |                            |                            |  |                |                      |                      |                      |                      |                  |   |                 |                 |                 |                 |
|  | ADF Siquirres               | ADF Siquirres               | 0                           | 0                           | '0' (4) | 1                | 6                          | '7'                        |                            |                            |  |                |                      |                      |                      |                      |                  |   |                 |                 |                 |                 |
|  | ADF Siquirres               |                             |                             |                             |         | 1                | 6                          | '7'                        |                            |                            |  |                |                      |                      |                      |                      |                  |   |                 |                 |                 |                 |
|  | Municipal Guarco            | 0                           | 3                           | '3'                         |         |                  |                            |                            |                            |                            |  |                |                      |                      |                      |                      |                  |   |                 |                 |                 |                 |
|  | Municipal Guarco            | 0                           | 3                           | '3'                         |         |                  |                            |                            |                            |                            |  | Mpal Santa Ana | 4                    | 3                    | '7'                  |                      |                  |   |                 |                 |                 |                 |
|  |                             |                             |                             |                             |         |                  |                            |                            |                            |                            |  | Mpal Santa Ana | 4                    | 3                    | '7'                  |                      |                  |   |                 |                 |                 |                 |
|  |                             | Hojancheña FC               | 0                           | 1                           | '1'     |                  |                            |                            |                            |                            |  |                |                      |                      |                      |                      |                  |   |                 |                 |                 |                 |
|  | Hojancheña FC               | Hojancheña FC               | 0                           | 1                           | '1'     | 2                | 2                          | '4'                        |                            |                            |  |                |                      |                      |                      |                      |                  |   |                 |                 |                 |                 |
|  | Hojancheña FC               |                             |                             |                             |         | 2                | 2                          | '4'                        |                            |                            |  |                |                      |                      |                      |                      |                  |   |                 |                 |                 |                 |
|  | AD Santo Domingo            | 2                           | 1                           | '3'                         |         |                  |                            |                            |                            |                            |  |                |                      |                      |                      |                      |                  |   |                 |                 |                 |                 |
|  | AD Santo Domingo            | 2                           | 1                           | '3'                         |         | Hojancheña FC    | 3                          | 3                          | '6'                        |                            |  |                |                      |                      |                      |                      |                  |   |                 |                 |                 |                 |
|  |                             |                             |                             |                             |         | Hojancheña FC    | 3                          | 3                          | '6'                        |                            |  |                |                      |                      |                      |                      |                  |   |                 |                 |                 |                 |
|  |                             | Dep. Upala FC               | 1                           | 0                           | '1'     |                  |                            |                            |                            |                            |  |                |                      |                      |                      |                      |                  |   |                 |                 |                 |                 |
|  | Dep. Upala FC               | Dep. Upala FC               | 1                           | 0                           | '1'     | 2                | 3                          | '5'                        |                            |                            |  |                |                      |                      |                      |                      |                  |   |                 |                 |                 |                 |
|  | Dep. Upala FC               |                             |                             |                             |         | 2                | 3                          | '5'                        |                            |                            |  |                |                      |                      |                      |                      |                  |   |                 |                 |                 |                 |
|  | Fusión Pto. Viejo           | 2                           | 1                           | '3'                         |         |                  |                            |                            |                            |                            |  |                |                      |                      |                      |                      |                  |   |                 |                 |                 |                 |

| Campeón de Primera División de LINAFA 2016-2017          |
| -------------------------------------------------------- |
|                                                          |
| Municipal Santa Ana                                      |
| Asciende a: Liga de Ascenso (Segunda División) 2017-2018 |

#### Octavos de final
| UD Puriscal                 | 1 - 2 | AD. Sarchí              | 19 de marzo de 2017 | Estadio Luis Ángel Calderón          |
| DRG. Pavas                  | 1 - 1 | Selección de Canoas     | 19 de marzo de 2017 | Estadio Ernesto Rohrmoser, Pavas     |
| AD San Rafael Abajo         | 1 - 1 | Chomes FC               | 19 de marzo de 2017 | Estadio ST. Center, Aserrí           |
| Deportivo Nimboyore         | 2 - 2 | AD San Pablo Chirripó   | 19 de marzo de 2017 | Cancha Porte Golpe, Nicoya           |
| ADR. Esparza                | 1 - 2 | Municipal Santa Ana     | 19 de marzo de 2017 | Cancha ANIKSE, San Rafael de Esparza |
| Municipal Guarco            | 0 - 1 | AD. Fútbol de Siquirres | 19 de marzo de 2017 | Cancha de Tejar del Guarco           |
| AD Santo Domingo            | 2 - 2 | Hojancheña FC           | 19 de marzo de 2017 | Cancha Las Quebradas                 |
| Fusión Pto. Viejo Sarapiquí | 2 - 2 | Deportivo Upala FC      | 19 de marzo de 2017 | Estadio La Virgen, Sarapiquí         |

| AD. Sarchí (*)              | 4 - 1            | UD Puriscal                 | 26 de marzo de 2017 | Estadio Eliécer Pérez Conejo     |
| Selección de Canoas         | 1 - 3            | DRG. Pavas (*)              | 26 de marzo de 2017 | Cancha de Canoas, Alajuela       |
| Chomes FC                   | 1 - 1 (P: 1 - 2) | AD San Rafael Abajo (*)     | 26 de marzo de 2017 | Cancha de Chomes, Puntarenas     |
| AD San Pablo Chirripó       | 1 - 1 (P: 2 - 4) | Deportivo Nimboyore (*)     | 26 de marzo de 2017 | Cancha de San Pablo Centro       |
| Municipal Santa Ana (*)     | 3 - 0            | ADR. Esparza                | 26 de marzo de 2017 | Estadio de Piedades, Sta Ana     |
| AD. Fútbol de Siquirres (*) | 6 - 3            | Municipal Guarco            | 26 de marzo de 2017 | Cancha de La Francia, Siquirres  |
| Hojancheña FC (*)           | 2 - 1            | AD Santo Domingo            | 26 de marzo de 2017 | Cancha La Gran Vía, Hojancha     |
| Deportivo Upala FC (*)      | 3 - 1            | Fusión Pto. Viejo Sarapiquí | 26 de marzo de 2017 | Cancha Colonia Puntarenas, Upala |

Los equipos que tienen el signo de asterisco (*) son los clubes que avanzan a los cuartos de final.
AD San Rafael Abajo ganó su serie ante Chomes FC en penales 2 a 1.
Deportivo Nimboyore ganó su serie ante AD San Pablo Chirripó en penales 4 a 2.

#### Cuartos de final
| DRG. Pavas              | 2 - 1 | AD. Sarchí          | 2 de abril de 2017 | Estadio Moreno Cartín, Bº Cuba  |
| AD San Rafael Abajo     | 0 - 0 | Deportivo Nimboyore | 2 de abril de 2017 | Estadio ST. Center, Aserrí      |
| AD. Fútbol de Siquirres | 0 - 0 | Municipal Santa Ana | 2 de abril de 2017 | Cancha de La Francia, Siquirres |
| Hojancheña FC           | 3 - 1 | Deportivo Upala FC  | 2 de abril de 2017 | Cancha La Gran Vía, Hojancha    |

| AD. Sarchí (*)          | 3 - 1            | DRG. Pavas              | 9 de abril de 2017 | Estadio Eliécer Pérez Conejo     |
| Deportivo Nimboyore     | 1 - 1 (P: 2 - 4) | AD San Rafael Abajo (*) | 9 de abril de 2017 | Cancha Porte Golpe, Nicoya       |
| Municipal Santa Ana (*) | 0 - 0 (P: 5 - 4) | AD. Fútbol de Siquirres | 9 de abril de 2017 | Estadio de Piedades, Sta Ana     |
| Deportivo Upala FC      | 0 - 3            | Hojancheña FC (*)       | 9 de abril de 2017 | Cancha Colonia Puntarenas, Upala |

Los equipos que tienen el signo de asterisco (*) son los clubes que avanzan a las semifinales.
AD San Rafael Abajo ganó su serie ante Deportivo Nimboyore en penales 4 a 2.
Municipal Santa Ana ganó su serie ante AD. Fútbol de Siquirres en penales 5 a 4.

#### Semifinal
| AD. Sarchí          | 1 - 0 | AD San Rafael Abajo | 23 de abril de 2017 | Estadio Eliécer Pérez Conejo |
| Municipal Santa Ana | 4 - 0 | Hojancheña FC       | 23 de abril de 2017 | Estadio de Piedades, Sta Ana |

| AD San Rafael Abajo (*) | 3 - 0 | AD. Sarchí              | 30 de abril de 2017 | Estadio Cuty Monge, Desamparados |
| Hojancheña FC           | 1 - 3 | Municipal Santa Ana (*) | 30 de abril de 2017 | Cancha La Gran Vía, Hojancha     |

Los equipos que tienen el signo de asterisco (*) son los clubes que avanzan a la Final

#### Final
| Municipal Santa Ana | 4 - 2 | AD San Rafael Abajo | 7 de mayo de 2017 | Estadio de Piedades, Sta Ana |

| AD San Rafael Abajo | 0 - 2 | Municipal Santa Ana (*) | 14 de mayo de 2017 | Estadio Cuty Monge, Desamparados |

El equipo que tiene el signo de asterisco (*) es el que asciende a la Segunda División 2017-2018.